# 多肉植物

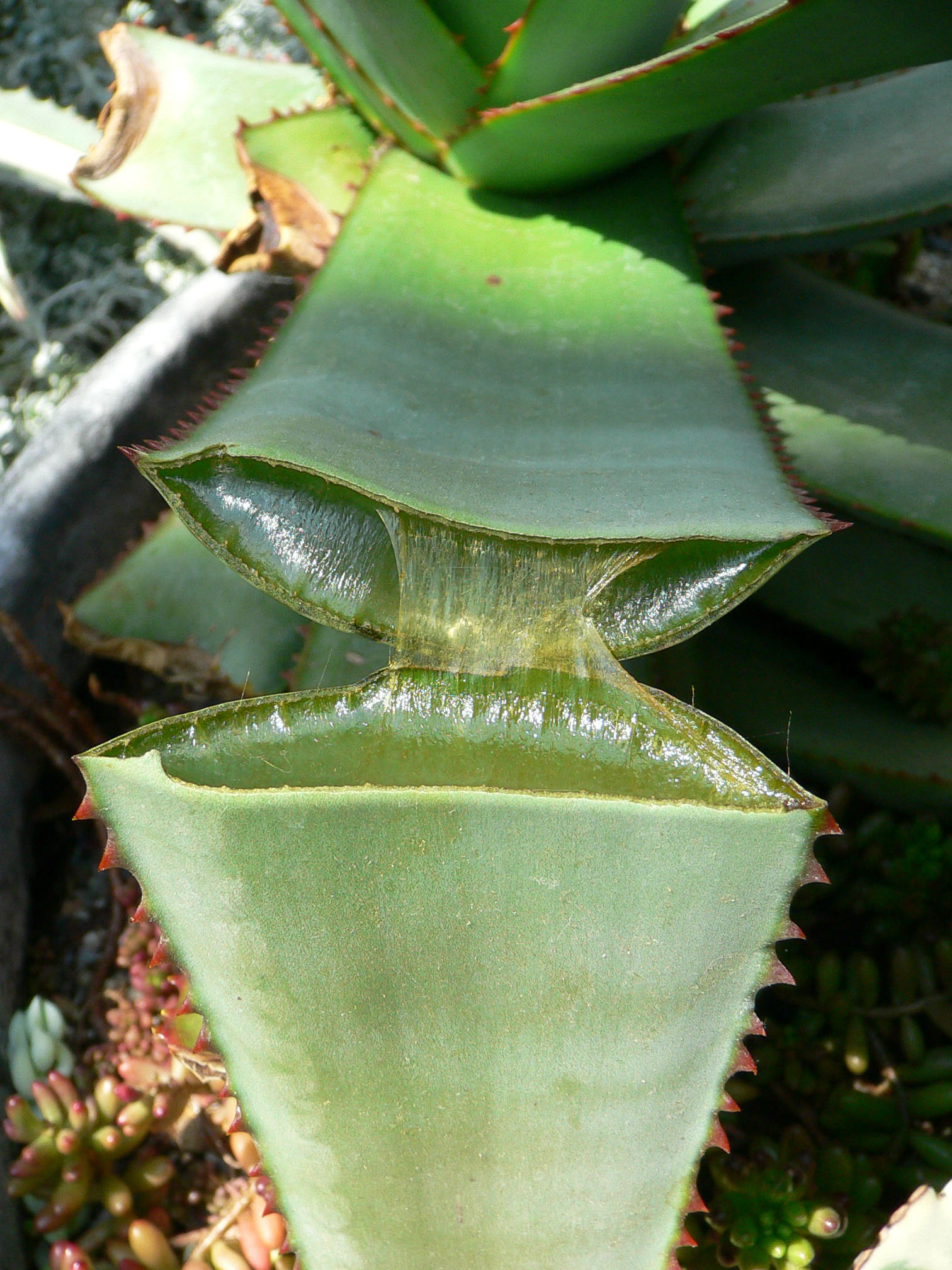
多肉植物將水分儲藏在肥厚的葉片中，例如這株蘆薈。

多肉植物（英語：succulent plants，简称）为一非正式植物学概念，指一类具有肥厚多汁组织的植物类群，通常能够在叶、茎或根等器官中贮水，从而应对缺水的气候或土壤条件。其英文一词来源于拉丁语，意为“汁液”或“树液”，恰如其分地描述了这类植物部分组织富含水分的特性。此类植物主要见于沙漠等低降雨量的地区及土壤水分持留度低的生境。许多多肉植物还具有其它最大化水分利用效率的适应性特征，例如退化叶片以及景天酸代谢。一些多肉植物由于外观奇特，需水量相对较少，常被作为观赏植物种植。
对于哪些植物应该被归类为多肉植物，不同领域和个人持不同观点，植物学家、园艺学家乃至业余爱好者都从自身角度出发阐释，导致“多肉植物”这一术语在实际使用中呈现出较大的弹性和多样性，例如具有肥厚地下贮藏器官（鳞茎、球茎或根状茎）的地下芽植物有时也被视为广义上的多肉植物，而生理结构上符合多肉植物定义的仙人掌科植物在园艺爱好者中则有时被与其它多肉植物区分开来，尤其是在英语中，两者常被并列统称为“仙人掌与多肉植物”。
植物界中的许多科都包含多肉植物。景天科、番杏科和仙人掌科的大部分成员都是多肉植物，而阿福花科、天门冬科（包含龙舌兰亚科等）、夹竹桃科（包含萝藦亚科等）以及大戟科等则同时包含相当多的多肉和非多肉物种。

## 定义
“多肉植物”一词的出现可以至少追溯到18时期上半叶。当时的英国植物学家理查德·布拉德利将“是否可以压制成能存放于植物标本馆的标本”作为多肉植物的判定标准，过于多汁而难以干燥保存的植物则被认为是多肉植物，更强调其实用性而非生理特征。
现代植物学中，“多肉植物”常用于描述植物的营养器官整体特征，叶、茎、根等异常肉质且具有一定贮水功能的植物一般都可被称为“多肉”。然而，多肉植物和非多肉植物之间至今缺乏清晰严谨的量化界定，甚至出现了“半多肉植物”这一术语，对于符合何种性状组合才能被归为“多肉”这一问题较难得出定论。另外，不同类群的多肉植物尽管外表相似，其内部解剖结构实际可能存在显著差异，因此即便客观上存在“多肉植物”的严格定义，也不一定适用于所有科属。一些植物尽管在细胞层面呈现出肉质化，表面形态上却并不明显，凤梨科的松萝凤梨便是一个例子，尽管其细胞中具有较大的液泡，且可以此贮存苹果酸、采用典型多肉植物都具备的生理途径（景天酸代谢），但其外观上并不肉质。关于是否将肉质化部分仅存在与土壤以下的植物（如马铃薯，以及大多数球根花卉）纳入定义也存在争议。一些观点认为，多肉植物只应包括“具有肥厚肉质地上茎叶”的类群，而不将仅具有肉质地下贮藏器官（球茎、鳞茎、根状茎）的地下芽植物视为多肉植物，但是，一些半地下茎基膨大、具有贮藏功能且有一定观赏价值的乔木、灌木和多年生藤本植物却也经常被园艺爱好者归入多肉的范畴，例如龟甲龙、地不容等。
部分学者认为，单从形态和微观结构来定义多肉植物过于片面，在定义多肉植物时需将多肉化所带来的生理功能也纳入考量，例如植株的活组织必须要能够起到贮藏可利用水分的功能，使植株能够在不依赖外部水源的情况下暂时维持生理活动，这一定义直接将空气凤梨和肉质寄生植物排除在了多肉植物之外，尽管部分学者也认为专一性寄生的肉质寄生植物可被视为多肉植物。此外，叶片短厚硬质的高山垫状植物和具有多肉器官的盐生植物（如盐角草、海马齿）有时也被纳入多肉植物的范畴。一些现代学者也探究了通过量化手段定义多肉植物， 如Delf指数是一种较为简明的方法：它通过测量植物体组织中的含水量，即组织在完全水合状态下的含水质量与干质量的比值来确定植株的肉质化程度。而单位叶面积的鲜重（类似比叶质量，但后者强调叶片的干重）也会被用于叶片肉质化程度的衡量。
园艺爱好者对多肉植物的定义往往受到实际栽培和收藏因素的影响。一个实用的定义是：“任何多肉植物爱好者希望种植和收藏的肉质植物”。例如来自兰科和棕榈科的很多类群在解剖学层面上都符合标准的多肉植物定义（蝴蝶兰具肉质叶甚至几乎全株肉质化、王棕具膨大的储水茎），但因兰科和棕榈科在园艺收藏上几乎都能自成体系，与仙人掌、生石花、芦荟等干旱地区原产的“典型多肉植物”收藏关联较少，故一般不被园艺爱好者视作多肉植物。此外，一些植物具有与多肉植物类似的外观，原生环境也与上述的典型多肉植物近似，但不具备发达的蓄水组织，却有时也被视作多肉植物，例如树风雨兰和刺叶树属的“块根”实际上是由宿存的叶鞘、叶基或其他结构堆积起来的部位；拟大戟苦鳞豆具有较粗的同化枝且叶片退化，且解剖上并不具备发达的蓄水结构。

## 特征

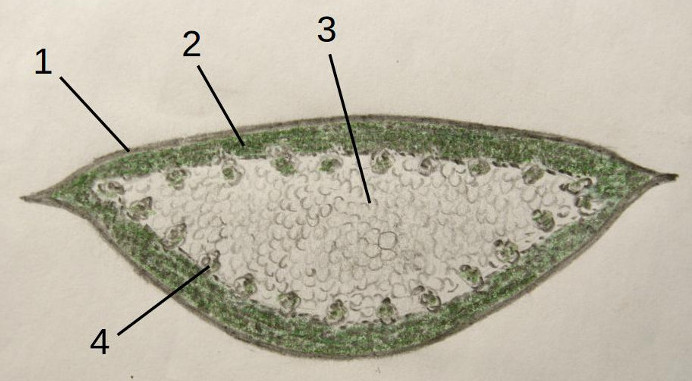
芦荟的叶片横截面。
1: 角质层,
2: 叶绿薄壁组织(叶绿体丰富),
3: 储水薄壁组织(叶绿体较少),
4: 维管束

除了具有肉質化的组织外，多肉植物还常具备其它生态生理特征，且普遍与耐受干旱环境和提高水分利用率有关。
- 采用景天酸代謝（CAM），这种固碳途径可避免植物在炎热的白天打开气孔收集二氧化碳，导致水分以气孔为门户散失（蒸腾作用）。该途径会将夜间吸收的二氧化碳暂时固定为苹果酸的形式，因而多肉植物细胞普遍具有的大型液泡也便于酸的贮存。[22]
- 叶表面氣孔數量普遍相比非多肉植物更少[23]，但气孔对环境的响应更为敏感[24]。
- 部分类群茎呈圆柱状、圆锥状或纺锤形，有贮水功能，如仙人掌科、大戟属、萝藦亚科等。圆锥状或纺锤形的茎常见于各种块根植物。
- 一些葉多肉化的植物具有特化为圆柱形至球形的叶（如大部分景天科），表面积与体积的比值相对较低，以起到最大化贮存水分的功能，并且相对较低的叶表面积也可减少水分蒸腾流失[24]。而茎多肉植物的叶则多高度简化甚至缺失，或是于干旱期前自然凋落（如仙人掌科和大戟属）。许多无叶或少叶的类群都以莖為進行光合作用的主要器官，而不是葉，因此其茎常因富含叶绿体而呈绿色。
- 部分类群植株矮小，結構緊湊，如叶片排列为莲座状（如拟石莲属、十二卷属）或是形成墊狀（英语：Cushion plant）（如部分长生草属和虎耳草属）[24]。
- 部分类群（如乳突球属、老乐柱属）植物表面多毛，從而降低了植物的表面附近的空氣流動，在植物周圍產生潮濕的空氣，從而減少水分流失，並建立陰影遮蔽猛烈的陽光。[來源請求]
- 许多种类根系较浅，贴近土壤的表面，但扩散面积较大，使植株得以吸收来自极少降雨甚至霧水的水份[24]。但也有如百岁兰等物种具备较深的直根系。
- 植株多具有较厚的角質層，降低水分蒸腾流失的物质[24]。
- 植株表面多覆盖蜡质层、蜡质粉末、细密毛被、刺状凸起等，可降低表皮的透光性，被认为是一种对强光干旱环境的适应[24]。
- 组织含有有助于保存水的粘液物質。在干旱时期的初期阶段，组织水势下降的情况下，粘液质可借助细胞外溶质，释放可被细胞利用的水分。[25]
- 多肉植物普遍较为耐热，即使處於內部溫度很高的情況下（例如52°C或126°F），仍有能力保存水[來源請求]。由于其组织体积和含水量一般较高，导致其热容量也较高，再加上多肉植物常具有其它防止水分从体表流失的适应性特征，导致其通常难以通过蒸腾作用进行有效的蒸发冷却。但较高的热容量也使其在夜间温度骤降时散热较为缓慢，从而保护核心组织和夜间代谢不受低温影响[24]。

## 養護
- 澆水

多肉植物適應乾旱環境，對乾燥有較高耐受性。切忌過度澆水，因為過多水分會導致根部腐爛。應待土壤完全乾燥後再徹底澆水，確保水分滲透到整個根系。澆水頻率應根據植物的需求及周圍氣候條件來調整。
- 光照

大多數多肉植物喜愛明亮的間接光，可將其置於有濾光效果的窗戶旁，或在室內提供明亮的間接光源。部分品種，如沙漠玫瑰（Adenium obesum），適應後可耐全日照。觀察植物對光線的反應，並視情況調整其擺放位置。
- 溫度

多肉植物通常喜歡溫暖的環境，具體溫度範圍因品種而異，但大多數植物適合的白天溫度為攝氏21°C至29°C（華氏70°F至85°F）。夜間稍低的溫度也能忍受。需避免霜凍或極端溫差，以免損害植物。
- 土壤

多肉植物需使用排水良好的土壤，以防積水。大多數品種適合使用盆栽土、珍珠岩與沙子的混合物，這樣能迅速排出多餘水分。避免使用保水性強的重質土壤，因為容易導致根部腐爛。部分種植者建議在盆底放置小石子或砂礫，以增強排水效果。
- 肥料

多肉植物在生長期適合定期施肥。可使用平衡的水溶性肥料，稀釋至半濃度，每月施一次，或根據植物需求進行調整。休眠期則應減少或停止施肥。

## 栽培史

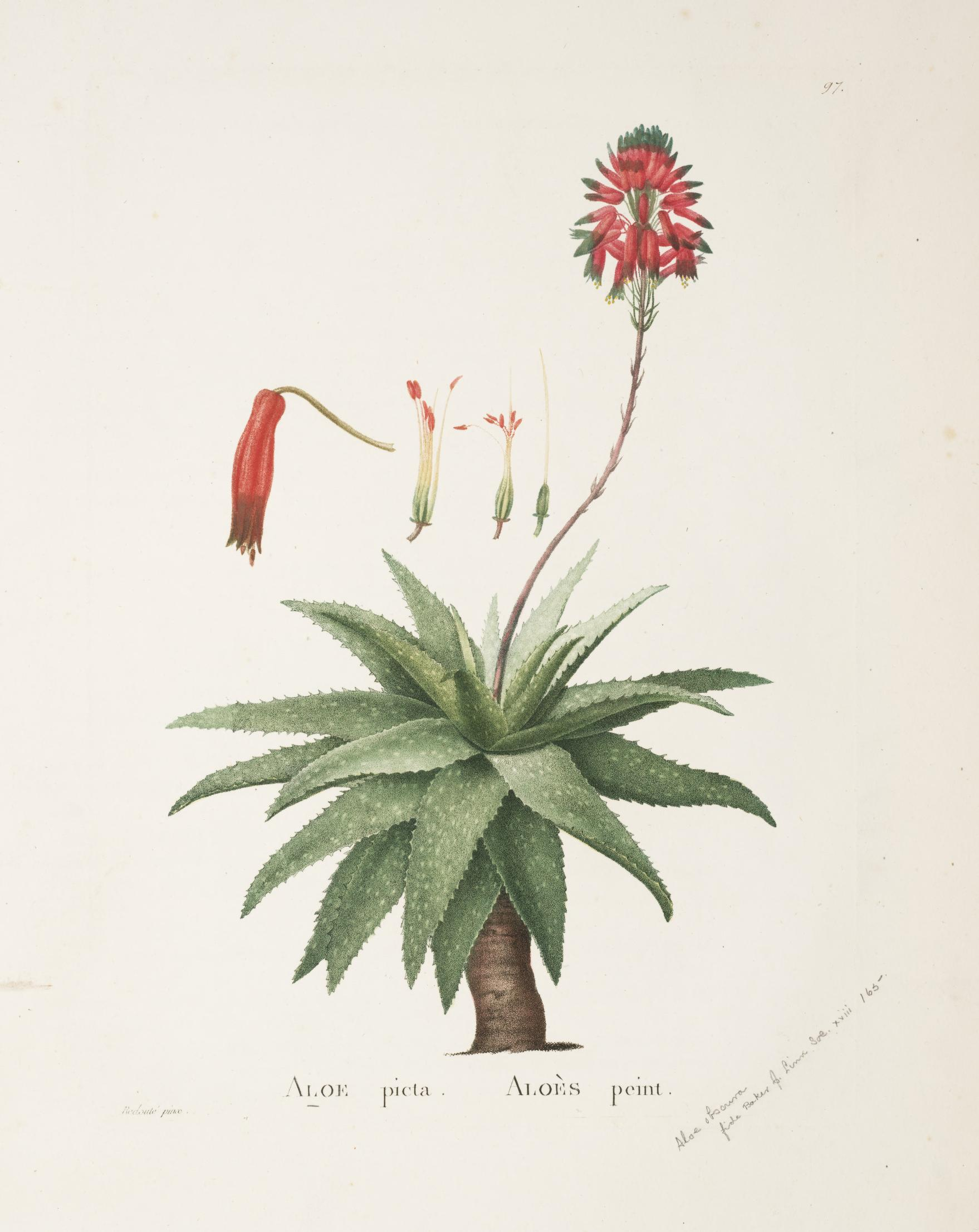
19世纪初英国《多肉植物史》中描绘的斑痕芦荟

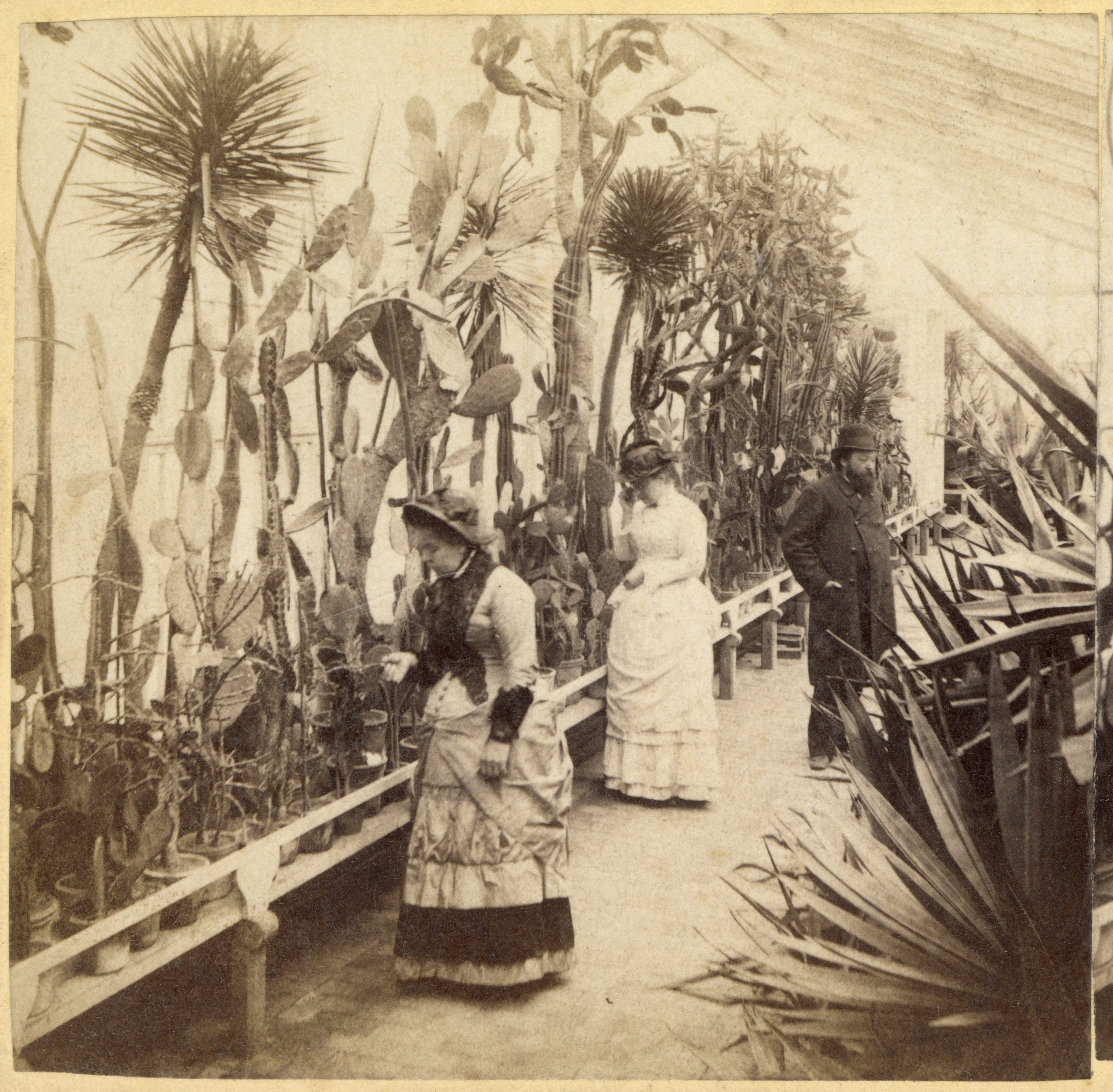
19世纪中期，美国萧氏花园的多肉植物温室

欧洲人对仙人掌类多肉植物的兴趣始于14至15世纪。克里斯托弗·哥伦布发现美洲后，首次将花座球属植物带回了欧洲。到了18世纪，随着美洲等大陆的博物学探险活动愈发活跃，仙人掌和多肉植物开始受到富裕收藏家的青睐，作为珍奇植物被栽培。1777至1787年间，西班牙国王查理三世曾多次资助针对美洲大陆的大规模科学考察。此后，更多探险活动陆续开展，仙人掌及其他多肉植物由此持续被引入欧洲并广泛栽培。1845年，英国皇家植物园邱园所建的多肉植物馆竣工，其中的植物藏品如今均已移至园内的威尔斯王妃温室系内。
早期出版物方面，英国植物学家理查德·布拉德利于1716年出版的《多肉植物史》（Historia Plantarum Succulentarum）记录了芦荟、佛甲草等植物，而威廉·沃森（W. Watson）于1889年出版《业余仙人掌栽培》（Cactus Culture for Amateurs）是最早的的多肉植物栽培指南之一。
1919年至1923年，美国植物学家纳撒尼尔·布里顿勋爵与约瑟夫·纳尔逊·罗斯完成了四卷仙人掌科的开创性专著——《仙人掌科》（The Cactaceae），其不仅对仙人掌分类进行了大幅修订，还包含英国植物科学画师玛丽·艾米丽·伊顿所绘的众多插图。
东亚地区最早接触到的外来多肉植物主要是芦荟和仙人掌，芦荟最早传入中国的时间及来源不明，较早的文字记载包括唐代甄权《药性论》（“卢会”）、陈藏器《本草拾遗》（“讷会”）等。，多取其叶入药用。而仙人掌早在1591年就已经在中国出现，并在17世纪后期从中国传入日本。
第二次世界大战期间，全球植物学研究和园艺发展停滞，许多稀有的种源和标本都在战火中丢失，一些重要的园艺有关组织也在这段时间里解散或暂时关闭。直到二战结束后，有关多肉植物的研究才逐步重新开始。英国的约克郡仙人掌协会（Yorkshire Cactus Society）在德国宣布无条件投降后不久于1945年8月成立，并于次年3月发表了《约克郡仙人掌杂志》的第一卷，这本杂志上已经出现了光山、岩牡丹属等至今仍被广泛栽培的仙人掌种类；该协会后与隶属皇家园艺协会的大英仙人掌与多肉协会（The Cactus and Succulent Society of Great Britain）合并为英国仙人掌与多肉协会，开展广义多肉植物的研究、保护、栽培等活动。全世界范围内与此组织类似的还有1929年于加州帕萨迪纳成立的美国仙人掌与多肉协会、1892年于柏林成立的德国仙人掌协会等。

## 演化
多个植物科都分别独立演化出了肉质化的营养器官，并且许多都伴随着演化辐射，与新出现的大面积半干旱气候区密切相关，因此，肉质化也被认为是一种驱动谱系扩张、改变其生态适应幅度的演化创新，即打开了原本竞争较少的生态位空间，从而为拓殖和多样化提供了契机。仙人掌科、番杏科、大戟属、龙舌兰属等多肉类群的快速多样化都平行发生于渐新世晚期至中新世晚期全球气候干旱化的背景下，在时间上相近的选择压力影响下形成现今的多样性格局。
不同多肉植物类群在物种丰度上存在显著差异。例如，禾本科仅有两种多肉植物——玉指草和多浆老挝竹，而其他一些单子叶植物科则有多达数百种多肉植物，例如天门冬科的龙舌兰属和阿福花科的芦荟属。因此，多浆老挝竹和玉指草可能体现了肉质化这一特征在禾本科中的演化盲端。

## 地理与生态
多肉植物几乎分布于全球各地，但多样性中心呈现明显的地理聚集性。有学者将多肉植物物种多样性较高的地区归纳为十个主要热点区域，每个热点区域均与特定的多肉植物类群密切相关，分别为北美洲、中美洲、西安第斯高原、巴西旱生多刺灌丛群系、地中海盆地、伊朗-安娜托利亚、东非与阿拉伯半岛、非洲东南及马达加斯加、非洲多肉卡鲁、澳大利亚。这些热点地区大多位于海拔1000米以下的大陆性、地中海型或热带气候带内。部分地区全年有明显的旱雨周期（如马达加斯加和东非），雨季降水量可达500毫米。而在北美、伊朗及阿拉伯半岛等更干旱的典型沙漠地区，年降水量普遍低于300毫米。

### 美洲

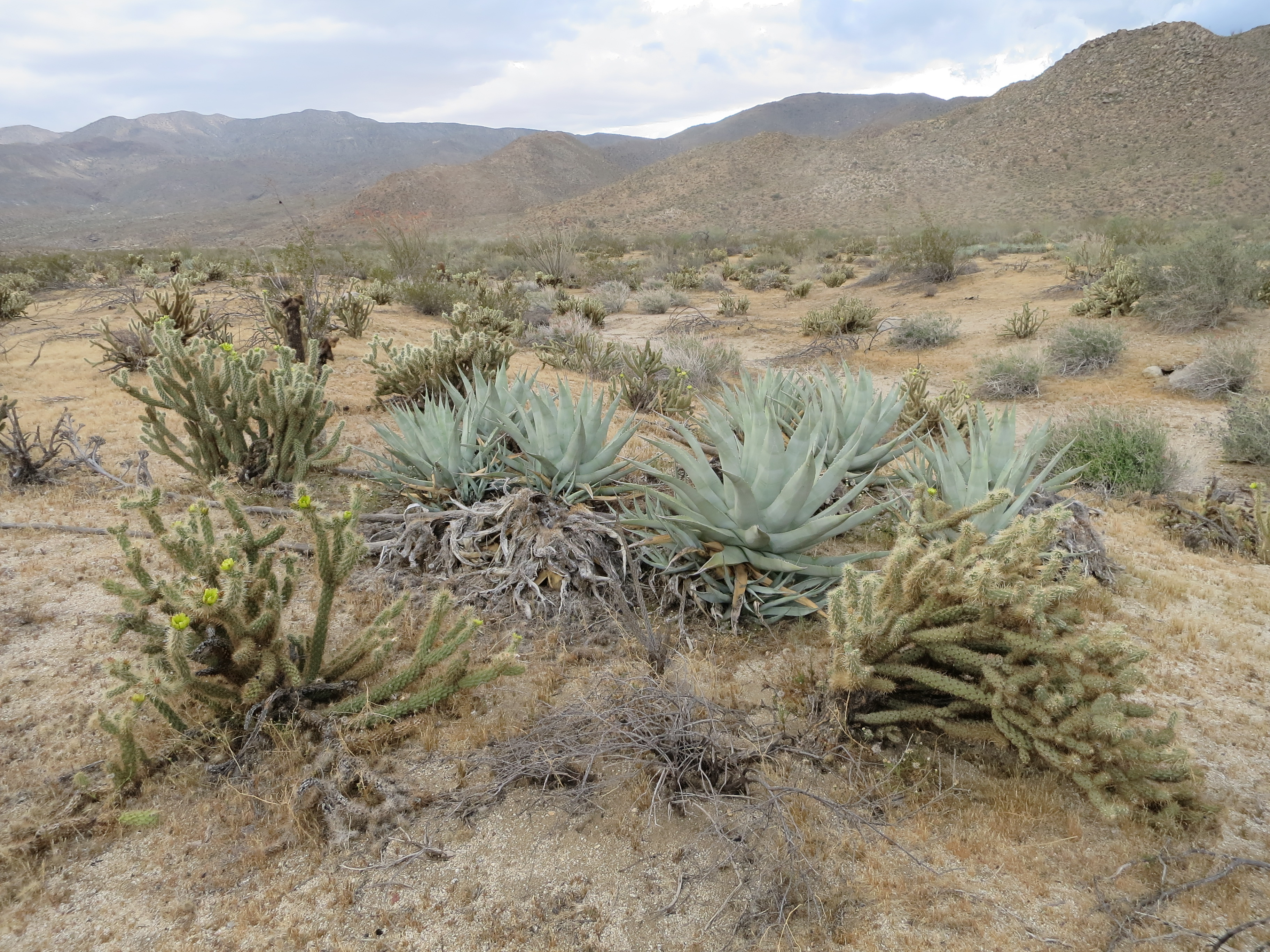
美国加州南部的龙舌兰和圆柱掌沙漠景观

美洲大陆是仙人掌、龙舌兰等多肉植物的原产地，这些类群的许多成员都是世界范围内重要的经济作物和观赏花卉。
在北美西南部的沙漠与半沙漠地区，茎部多肉的仙人掌科以及叶片多肉的龙舌兰亚科和景天科植物最具代表性、种类丰富。在墨西哥和美国西南部，龙舌兰亚科的龙舌兰属和丝兰属常与仙人掌混生，形成独特的北美荒漠植被景观。
美国的约书亚树国家公园是此类景观的代表，它由莫哈韦沙漠和科罗拉多沙漠两地交汇构成，貿易中流通的许多来自龙舌兰亚科和仙人掌族（俗称团扇）的植物都可以在这里被找到。
墨西哥下加利福尼亚半岛的龙舌兰物种具有高度特有性（23个种中有22个是特有种）。这种特有性可以归因于该地区的狭长地带，以及科罗拉多河与加利福尼亚湾阻断了当地龙舌兰与北美大陆龙舌兰种群的基因交流。 分子证据显示，半岛特有种的叶绿体DNA未与大陆种出现显著分化，但形态与分布的差异表明生态隔离主导了这些物种的形成。 这种地理隔离也促进了当地植物的适应性辐射，使得该地区成为研究干旱环境下物种演化过程的范本。

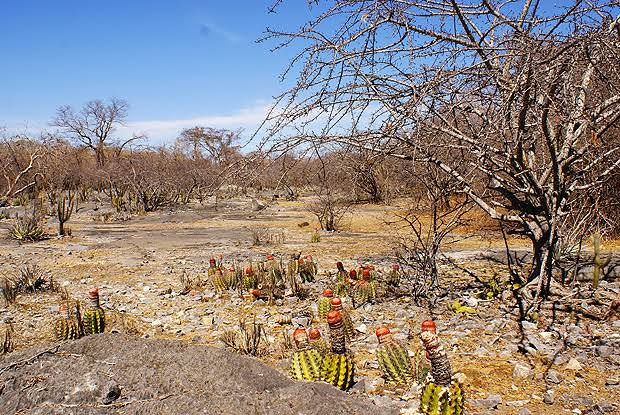
巴西的卡廷加群系

中美洲及安第斯山脉西北部的森林中聚集了大量耐荫仙人掌科植物，主要类群包括量天尺族量天尺族（如昙花、量天尺、蛇鞭柱）、丝苇族（如丝苇、蟹爪兰）以及其它具附生习性的类群。除仙人掌科外，凤梨科（主要为铁兰属）和兰科中部分具有多肉特征的附生植物在该区域亦较为常见，且广泛分布于整个新热带界。常绿热带雨林的林冠层通常通风良好且基质贫瘠，水分获取相对困难，为附生植物的生存构成显著的环境压力，进而促成了多种具贮水能力的多肉附生植物的演化。
巴西的旱生多刺灌丛与亚热带岩原草原群系也拥有大量的特有茎多肉植物，如仙人掌、大戟科、夹竹桃科、锦葵科等，但该地区的植被近年来也面临森林退化、过度采集、放牧生产等诸多人为干扰。

### 非洲

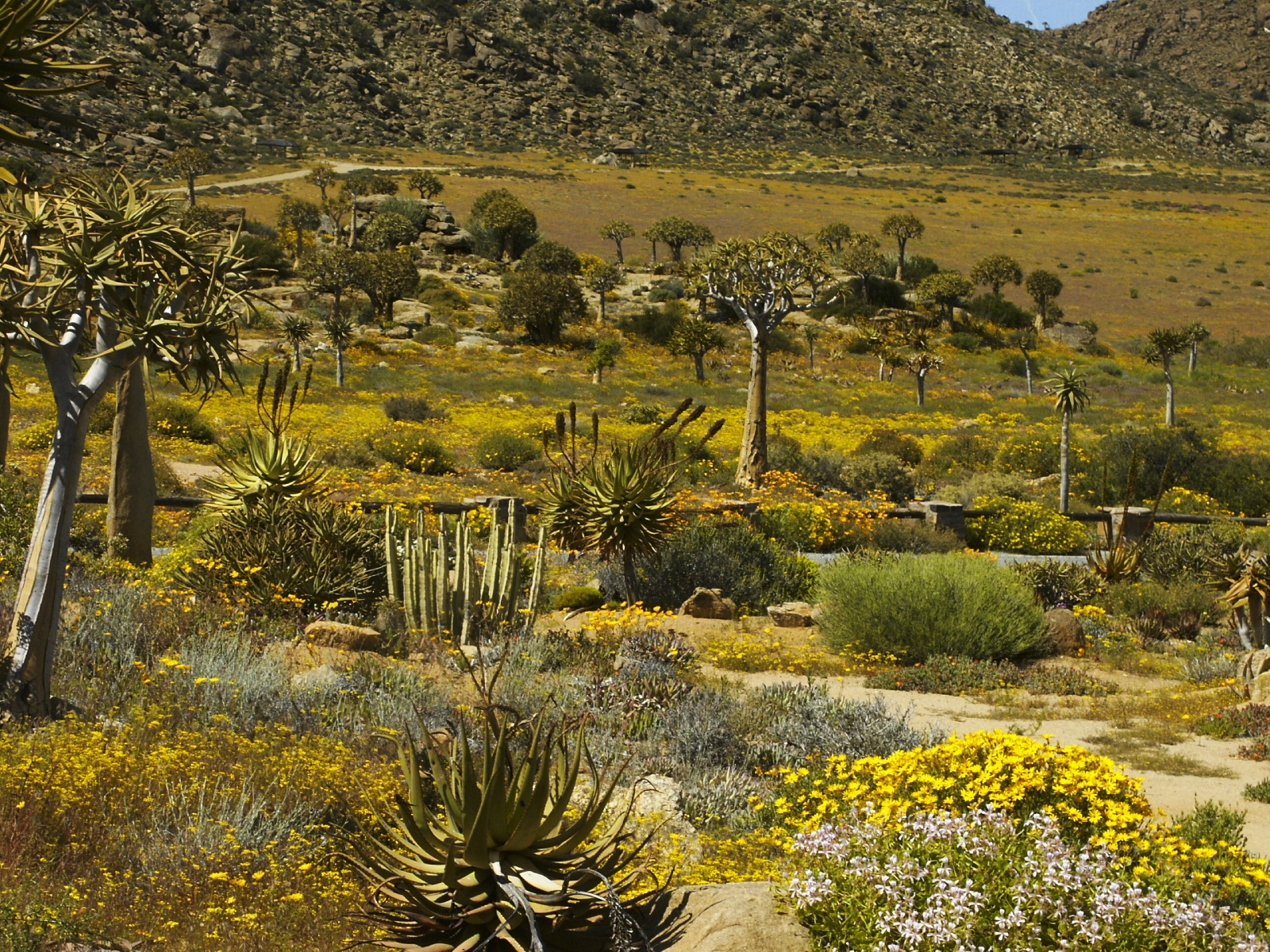
南非纳马夸兰戈盖普自然保护区的多肉卡鲁生态区系

位于非洲南部的多肉卡鲁生态区系是全球多肉植物多样性最高的区域，主要分布于南非北开普省和西开普省北部以及纳米比亚南部地区，地形上多为平坦至缓起伏的沉积岩台地和平原，高度一般低于800米，东部邻近山地时最高可达1500米。该区系拥有极为丰富的番杏科、夹竹桃科、景天科、阿福花科、块根植物和地下芽植物，全世界约16%的多肉物种都在此聚集，当地的一年生花卉和昆虫种类亦十分丰富。

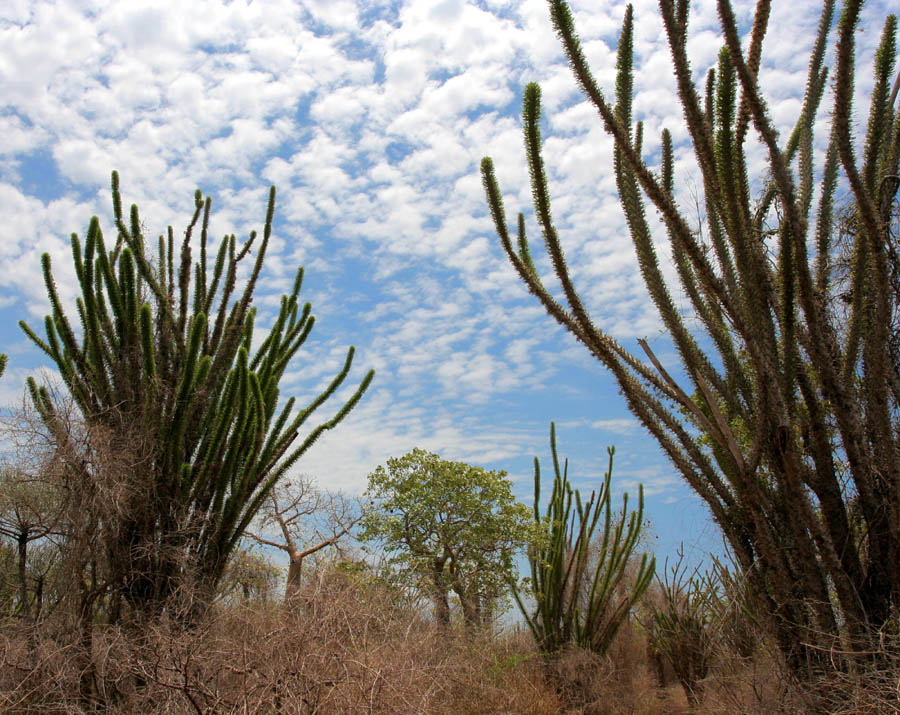
非洲马达加斯加岛的亚龙木

马达加斯加岛则以块根植物、大戟科及龙树科植物为代表，同时有着夹竹桃科的多种肉茎植物（如非洲霸王树、惠比须笑、亚阿相界），全球广布的景天科伽蓝菜属约三分之一的物种多样性也分布于此，葫芦科的沙葫芦属和碧雷鼓属也是该岛的特有多肉类群。该岛虽然靠近非洲大陆，但因其独特的板块历史孕育了独特的植物群系，岛上的多肉植物，例如极具代表性的龙树科亚龙木属、枝龙木属、刺戟木属和曲龙木属，都主要分布在西南部的热带干湿季气候区。

### 欧亚大陆

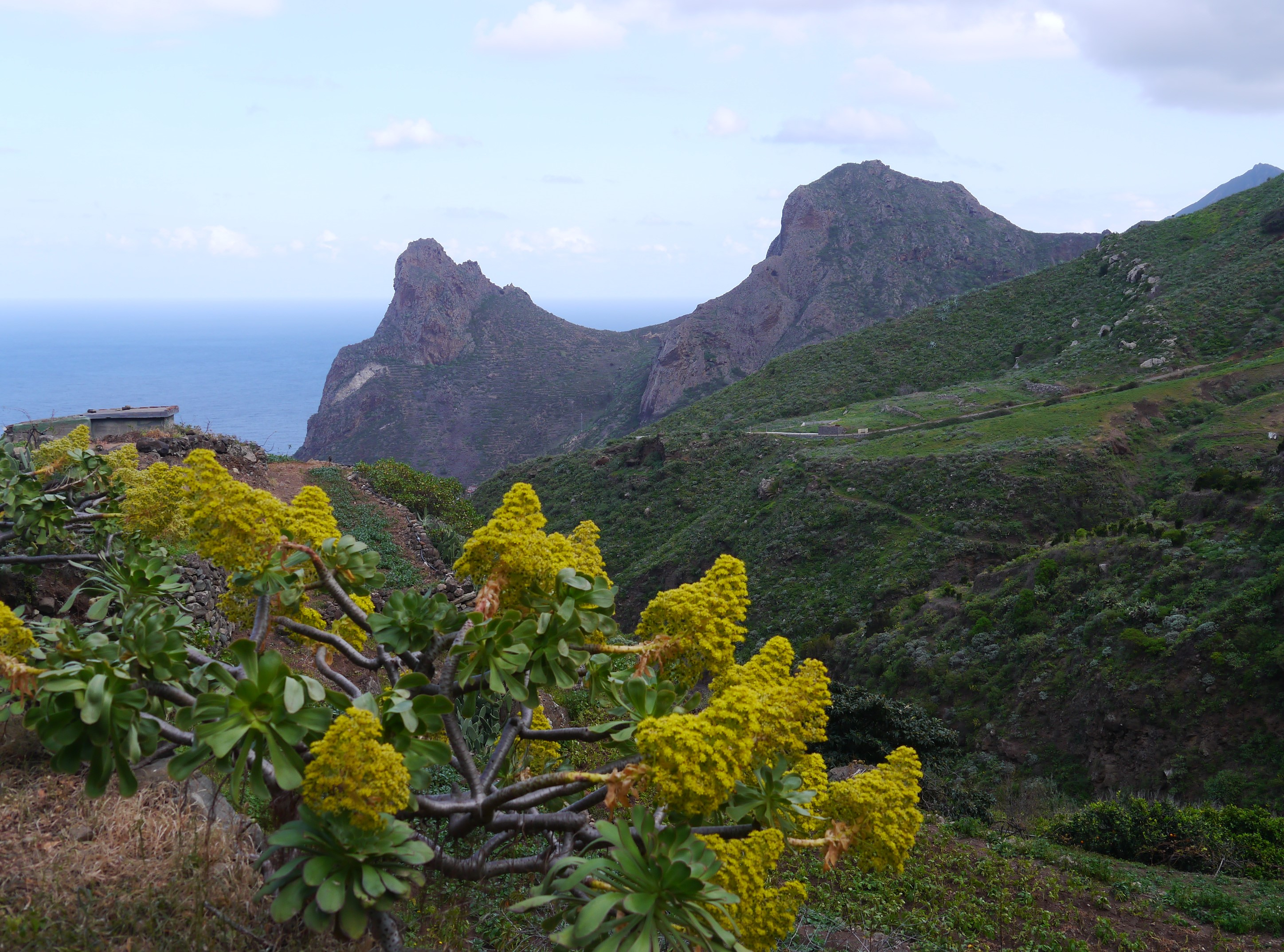
加纳利群岛中特内里费岛上开花的莲花掌

位于北非和欧洲之间的马卡罗尼西亚群岛拥有特殊的地质与气候条件，孕育了丰富的多肉植物类群，且出现了大戟科以及景天科部分内部类群的演化辐射，分别包括大戟属的无叶组Sect. Aphyllis、凤仙戟组Sect. Balsamis以及莲花掌属、爱染草属、魔南景天属等，典型代表种包括山地玫瑰、甜胶大戟、魔杖吊灯花、龙血树、夹竹桃叶仙人笔等。诸多物种呈现岛屿巨型化或木质化现象，许多物种的株型呈多分枝烛台状，部分植株高度可达2米以上，该现象的成因可能为谱系拓殖初期岛上生态位一般较为空缺，为适应性演化提供了空间。例如墨麒麟是该地区仅有的几种“类仙人掌”的肉质大戟之一，外形高大壮观，引人注目。

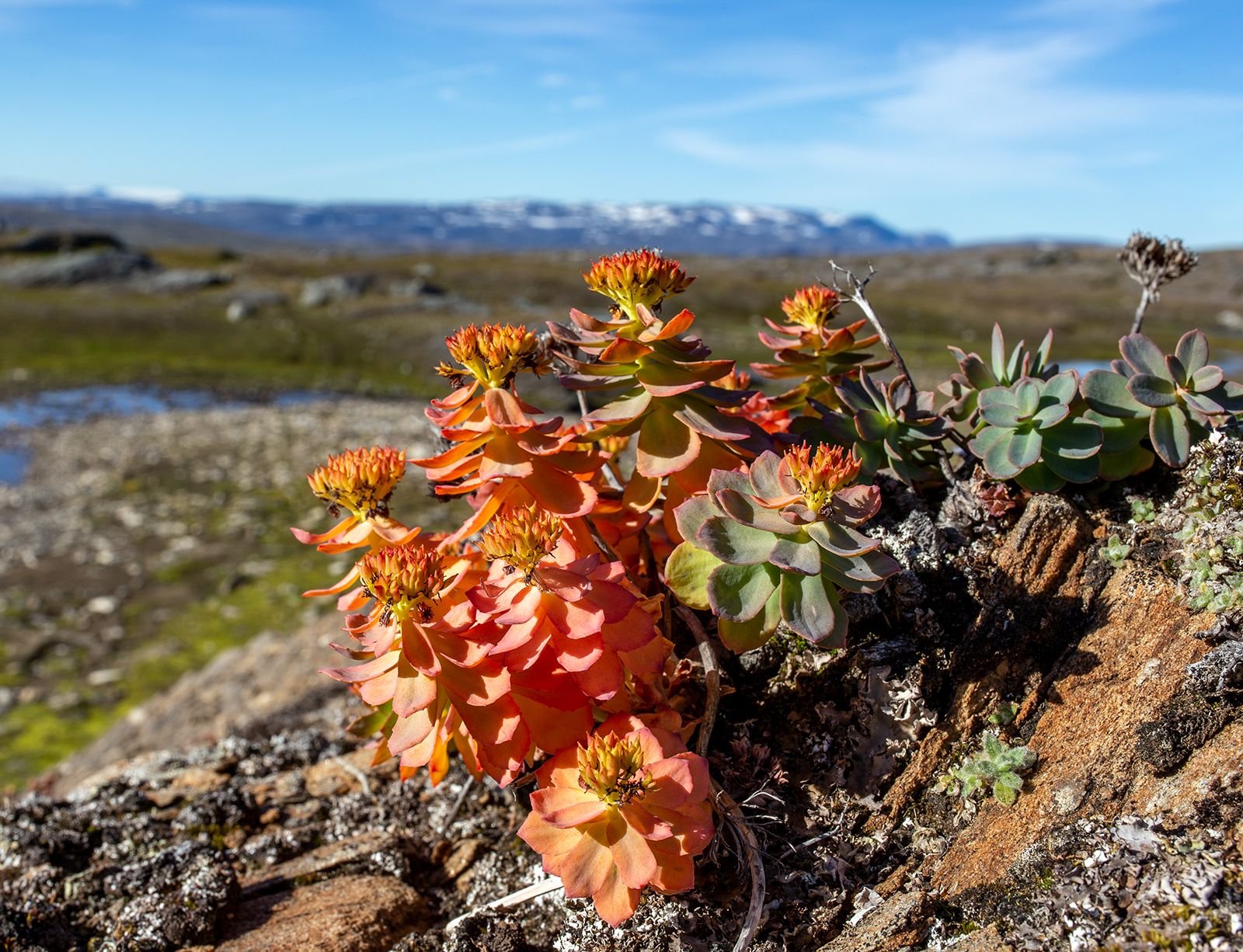
瑞典帕耶兰塔国家公园的红景天

欧亚较内陆山区的代表性多肉则为景天科的长生草属、景天属及瓦莲属，红景天属也有分布。伊朗-安娜托利亚植物区则是藜亚科和蒺藜科多肉盐生植物最多样的地区。
亚洲东部的多肉多样性相对热点地区较低，但也有红景天属这样多样化程度较高的类群分布，以喜马拉雅山一带为多样性中心。此外，瓦松属、景天属在此也有着较高多样性，石莲属、孔岩草属等特有类群也在此分布。
亚洲东南部的热带与亚热带森林是多类具有附生习性的多肉植物的重要产区，主要分布有兰科、萝藦亚科（眼树莲属、球兰属）、苦苣苔科（如芒毛苣苔属、石蝴蝶属）以及茜草科（蚁巢木属、蚁寨属等）的多肉植物。大多生长于雨水径流迅速且贫瘠的树干或石灰岩壁上。其中许多植物已演化为蚁栖植物，与蚂蚁形成了互惠共生关系。
亚洲东部珊瑚礁海岸与基岩海岸以旋花科的厚藤、景天科的伽蓝菜属（如台南伽蓝菜）以及千屈菜科的水芫花等耐盐多肉植物为该地区的代表性类群，仙人掌和狭叶龙舌兰等外来的多肉植物亦常逸生于此，其原生分布同样与海岸带密切相关。

### 澳洲

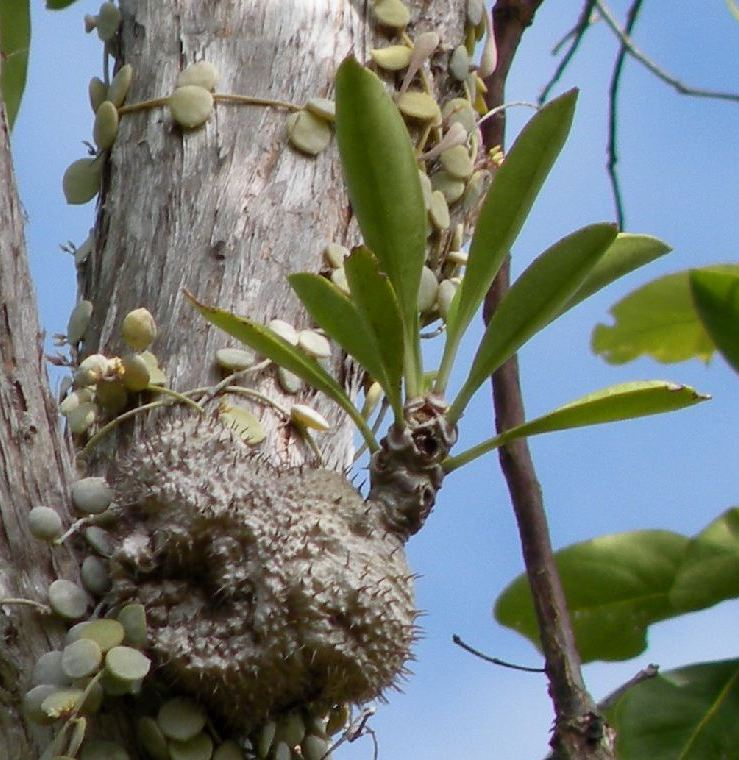
澳大利亚昆士兰湿地旁树上附生的毕氏刺蚁茜和圆叶眼树莲

许多附生性的多肉植物都以澳洲为分布中心，澳大利亚东北部及新西兰湿润森林地区分布着萝藦亚科（如眼树莲属、球兰属）、茜草科（如蚁巢木属）、兰科及水龙骨科等类群，环境条件与植物种类大体与东洋界的热带与亚热带森林类似。该地区的沿海沙地则广布着番杏科的耐盐植物（如海榕菜属）。
澳洲的干旱地区主要集中在澳大利亚本土，该地区以锦葵科的瓶干树属和阿福花科的刺叶树属为代表，兼具许多盐生和耐旱的多肉植物，如锦葵科的蛇鞭葵属等。尽管如仙人掌般茎高度肉质化的植物类群在该地区的多样性较为有限，水卷耳科澳红娘属的叶多肉植物及小型地下芽植物却十分丰富。其中就澳大利亚就拥有400多种多肉植物。

### 南极洲

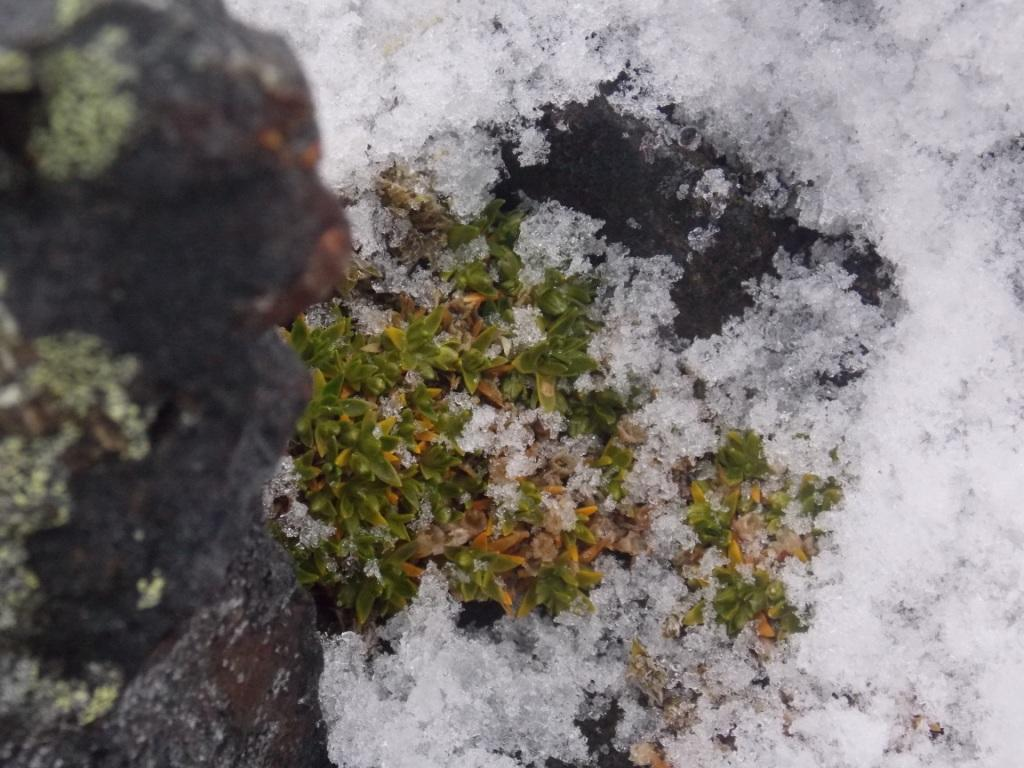
南极阿根廷群岛，冰雪中的南极漆姑草

南极洲是七大洲当中唯一不包含多肉植物多样性热点区域的大陆。该地区目前仅有一种原生的多肉植物——南极漆姑草。由于南极洲极端的环境条件，大多数种子植物都无法在此生存。全境超过90%以上的露地被永久冰盖覆盖，无冰雪常年覆盖的区域占比不到1%，主要集中在南极半岛及临近岛屿的海岸线附近，这些区域亦为南极漆姑草提供了有限的栖息环境。目前南极漆姑草已知的分布最南端为南纬68°，位于北亚历山大岛一带。
面对强风、极低温等严酷的气候压力，南极漆姑草演化出典型的低矮垫状生长型态，以降低风剪力并保持温度。此类生长型态亦使其根系贴近地表，有助于吸收有限的表层土壤水分。其叶片呈肉质化，富含栅栏组织，有助于提升在低光条件下的光合效率。此外，该物种体内积累大量类黄酮类化合物，并与特定内共生微生物形成互利关系，共同增强对高强度紫外辐射的防御能力。实验研究显示，在用酶抑制剂阻断类黄酮生物合成时，植株会表现出显著的氧化胁迫反应，显示类黄酮在其抗逆机制中具有关键作用。
南极漆姑草在南极洲之外也有分布，其原生分布范围亦广泛延伸至南美洲西岸的高山湿地生态系统，并在墨西哥中部出现间断分布。来自南极沿海地区与安第斯山脉的居群在形态特征和生活史策略上存在明显差异，且其基因组层面的遗传结构亦表现出显著分化，反映出不同生态环境下的长期适应与遗传隔离。

## 类群

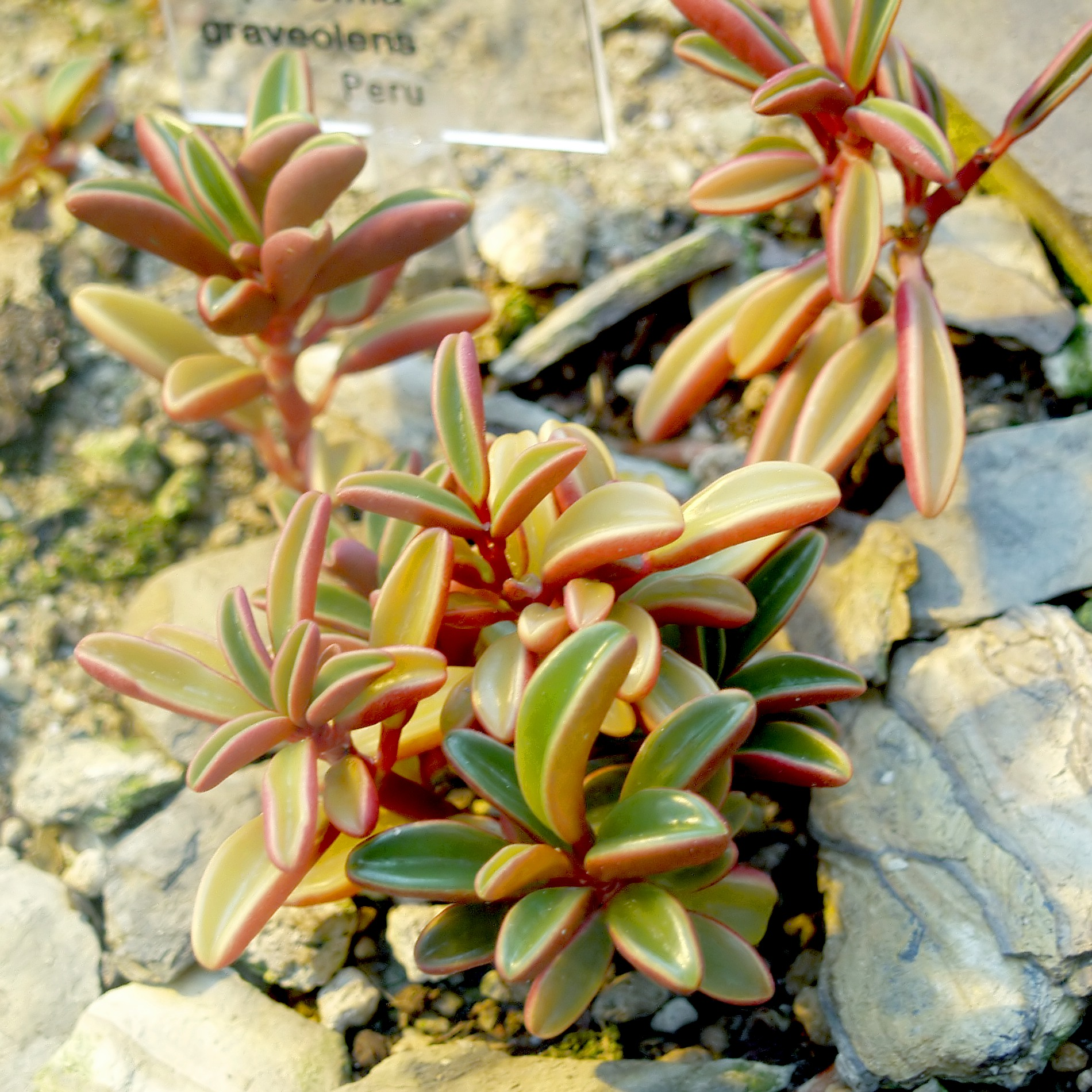
胡椒科：红背椒草

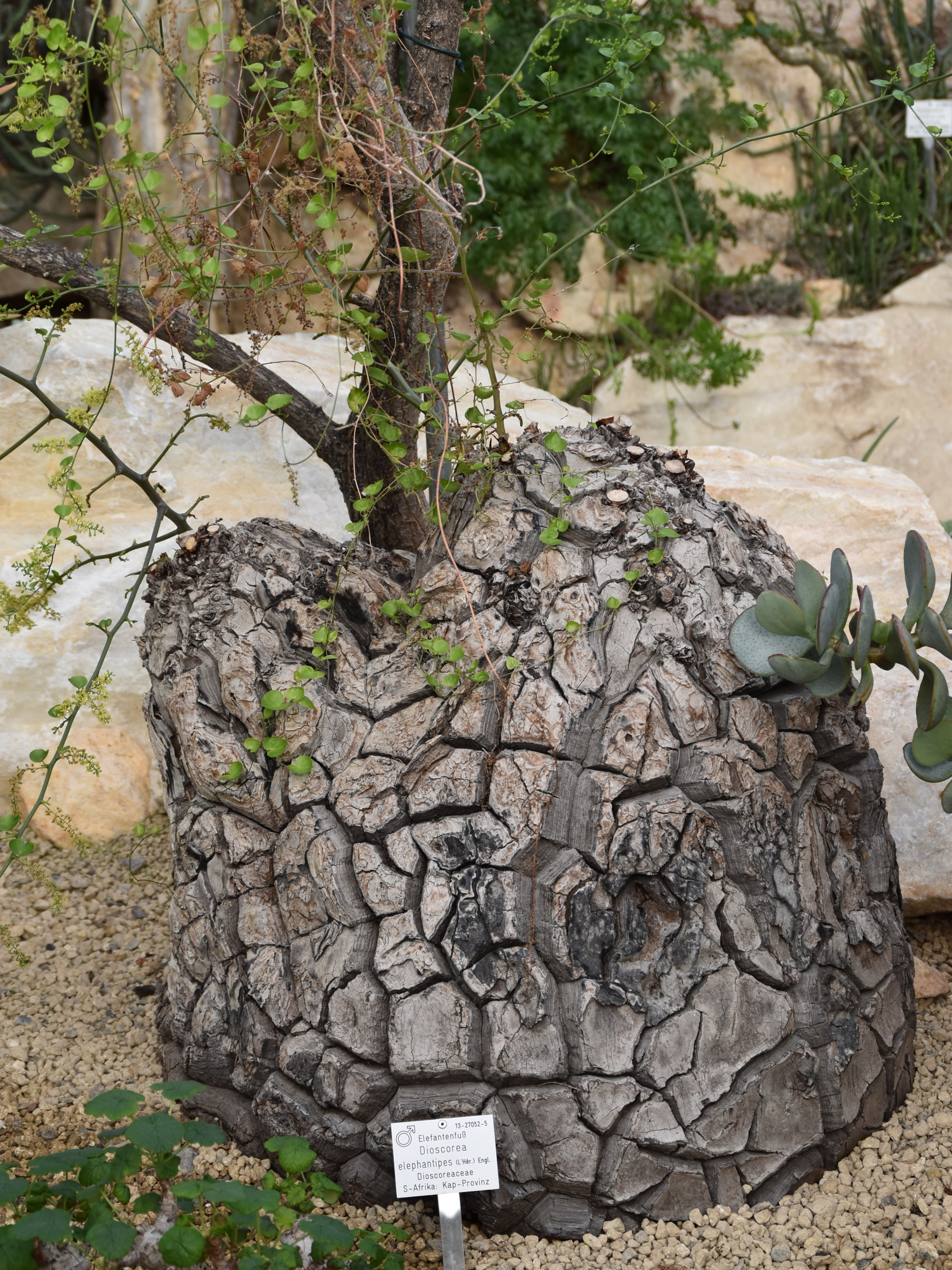
薯蓣科：龟甲龙

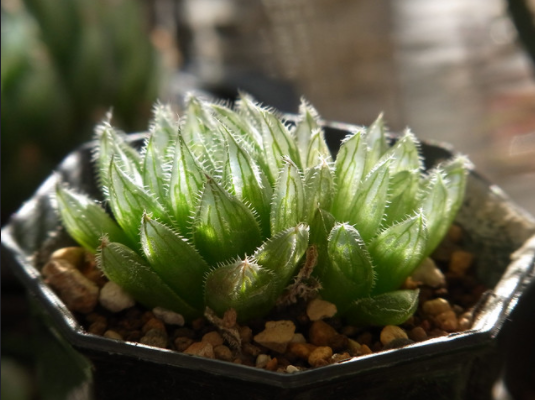
阿福花科：水晶掌

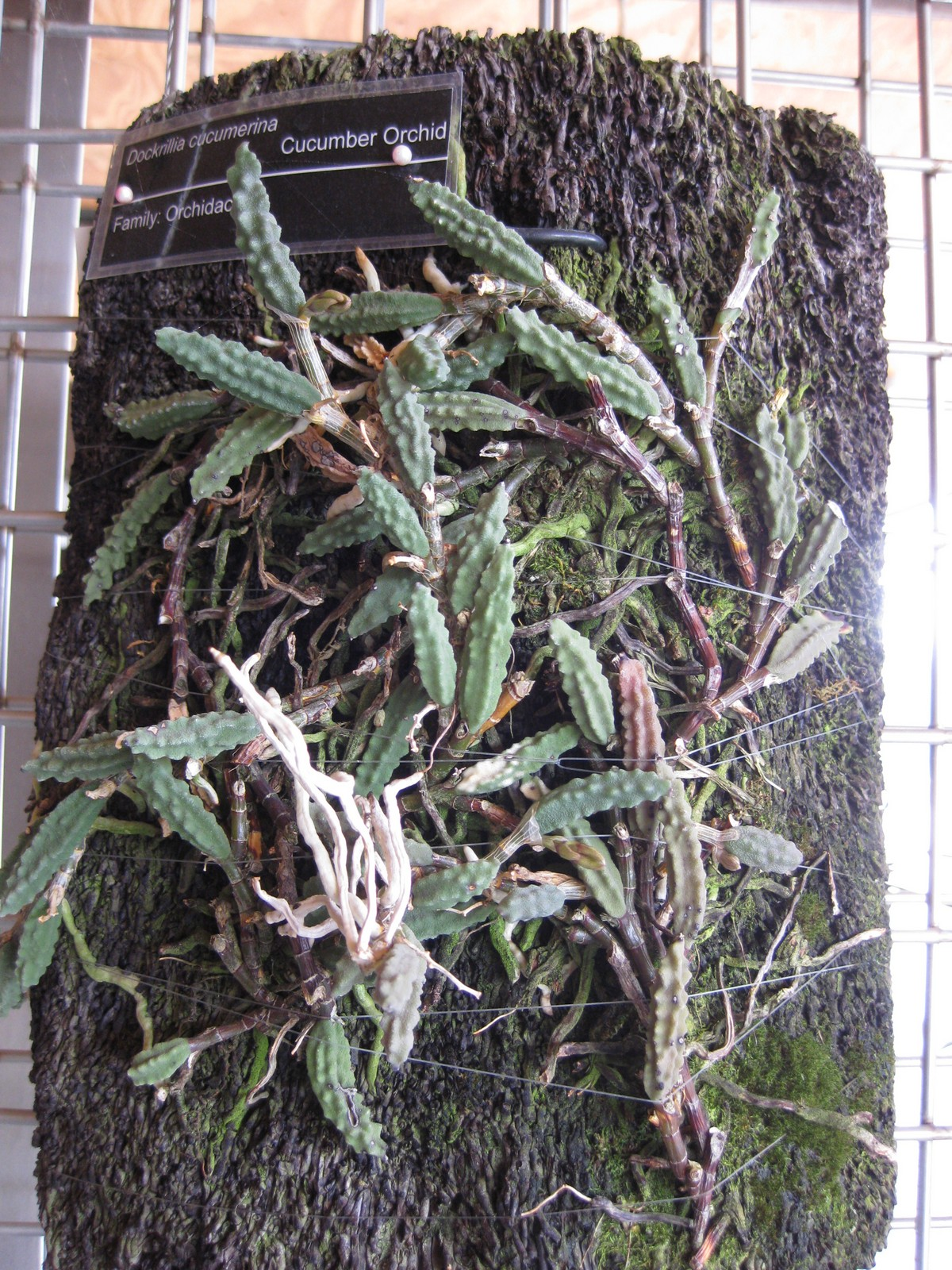
兰科：苦瓜石斛

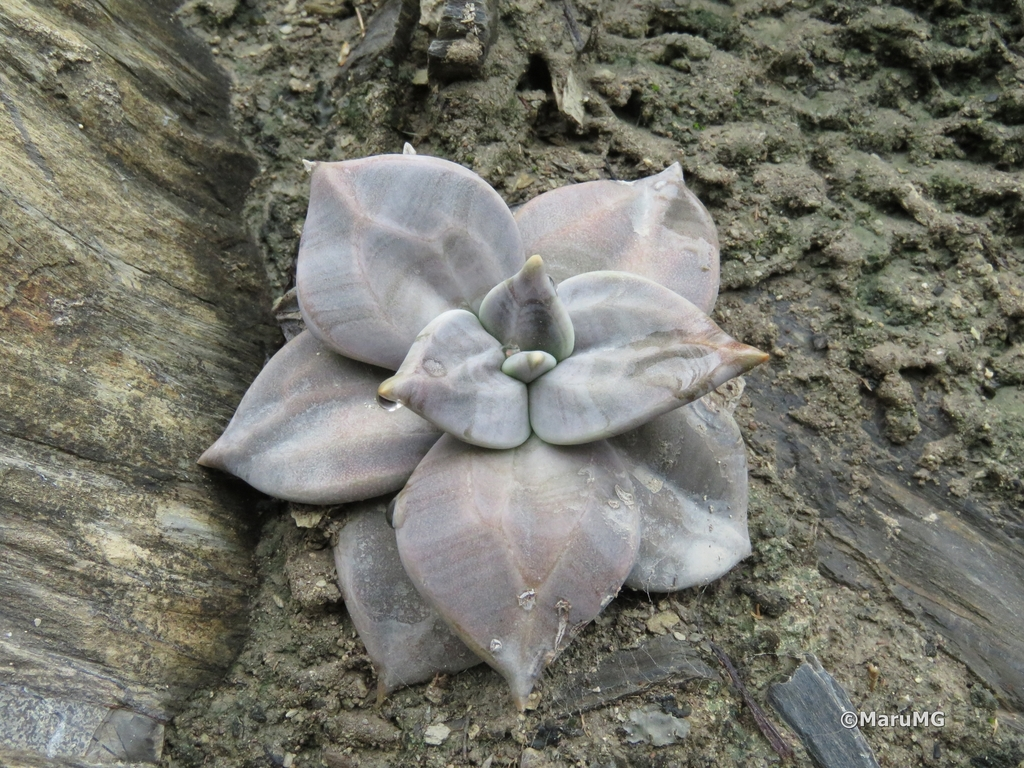
景天科：惜春拟石莲

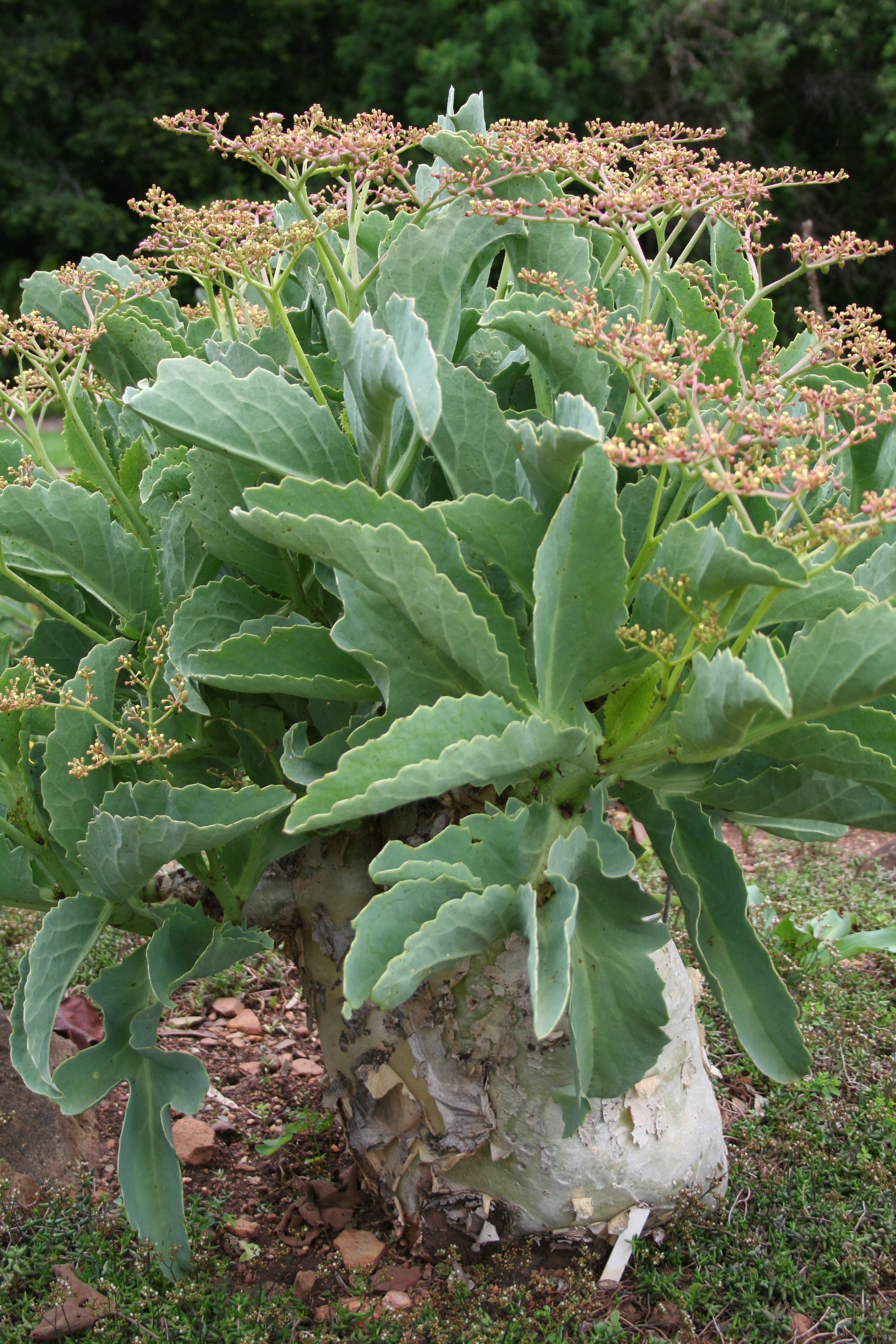
葡萄科：葡萄瓮

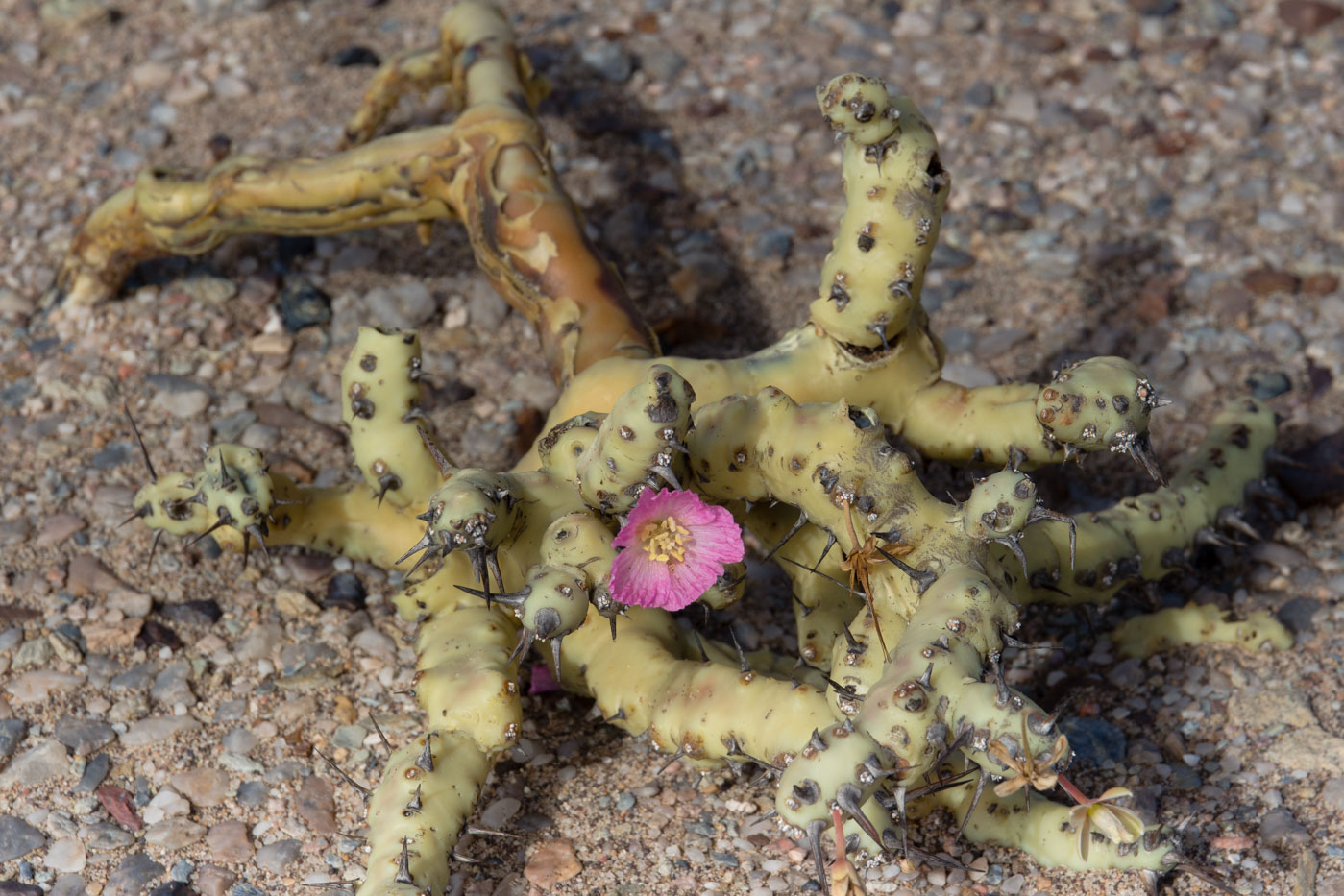
牻牛儿苗科：帕特森龙骨葵 Sarcocaulon patersonii

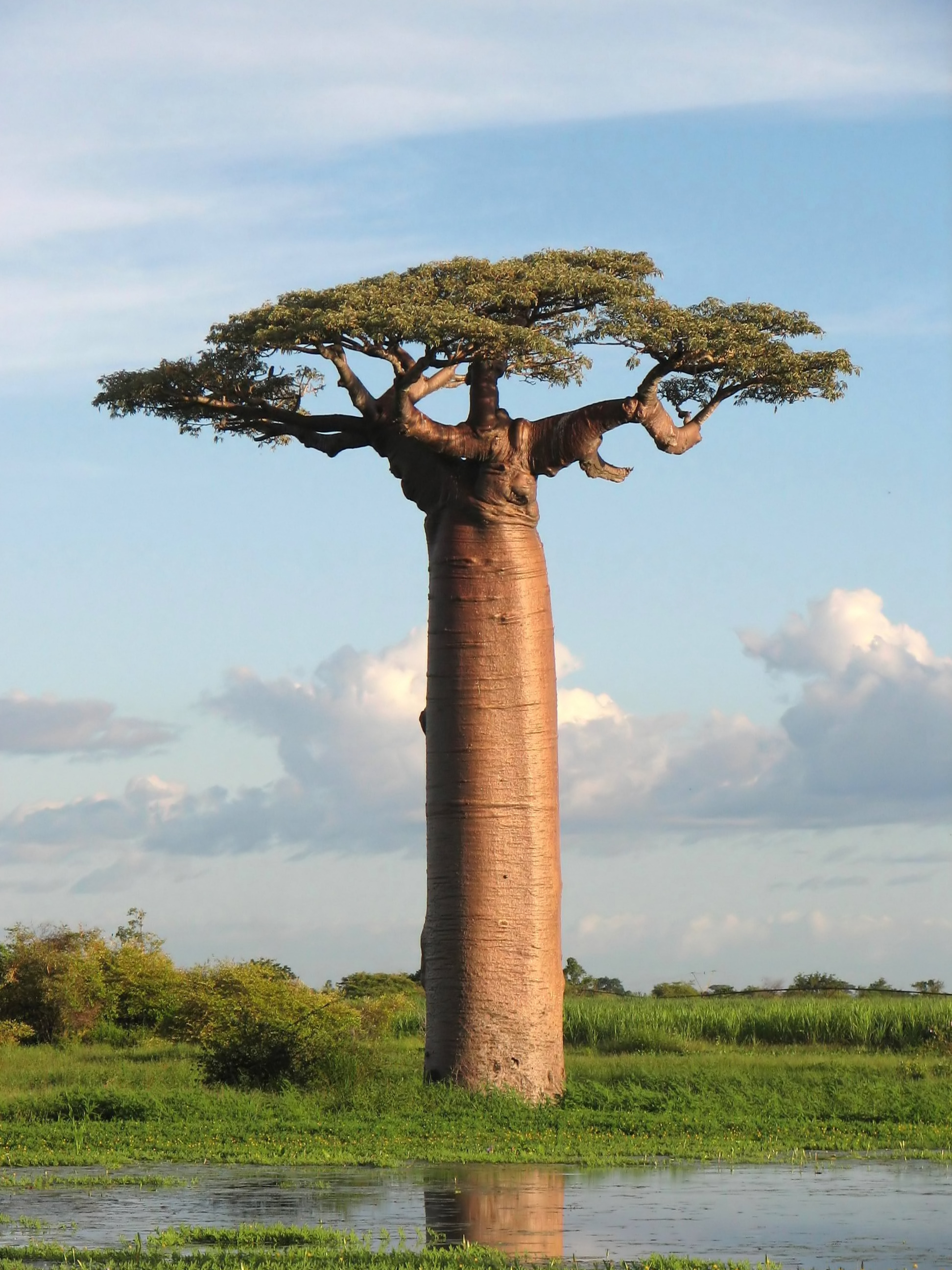
锦葵科：大猴面包树

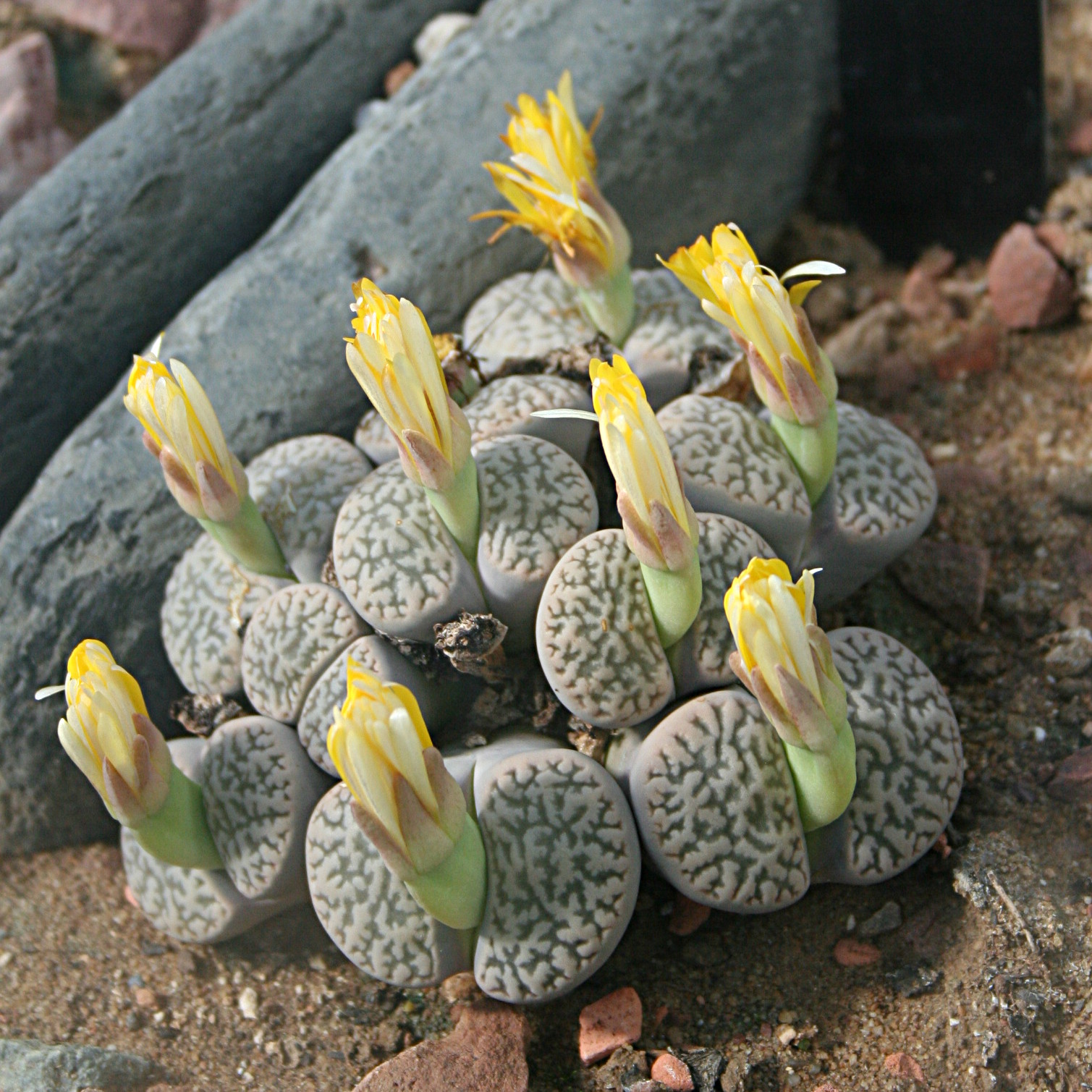
番杏科：富贵玉生石花

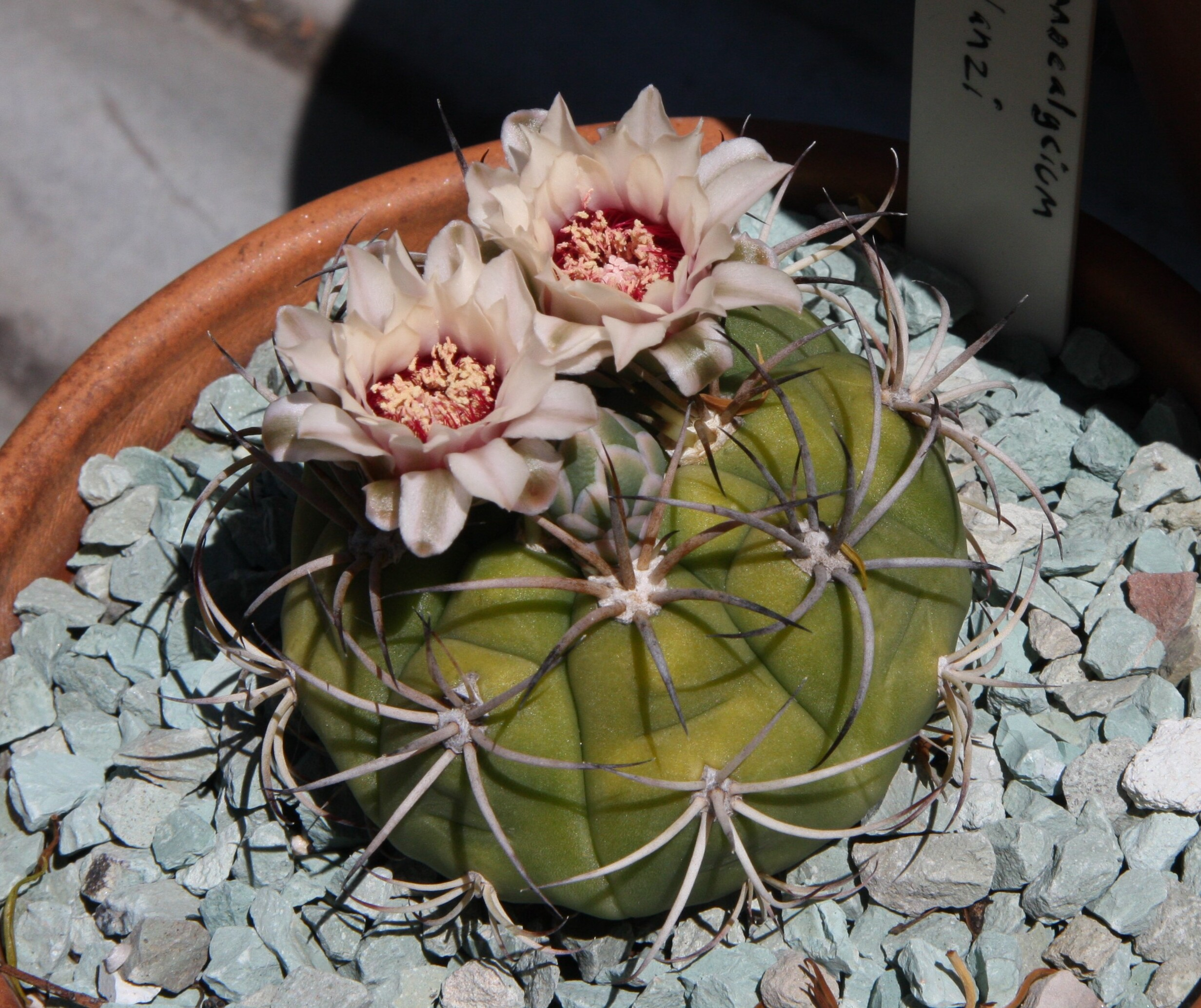
仙人掌科：天赐玉仙人球

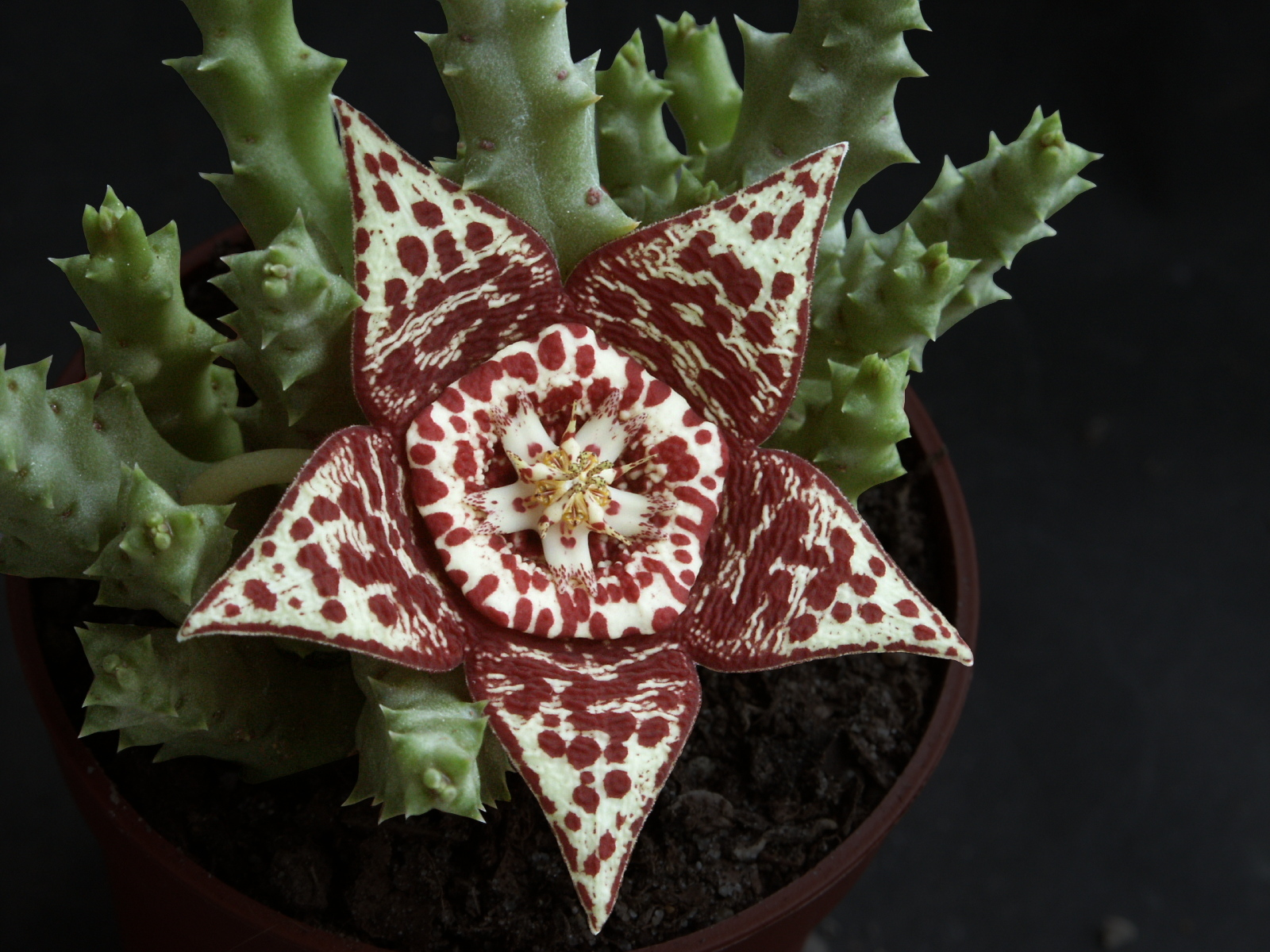
夹竹桃科：杂色豹皮花

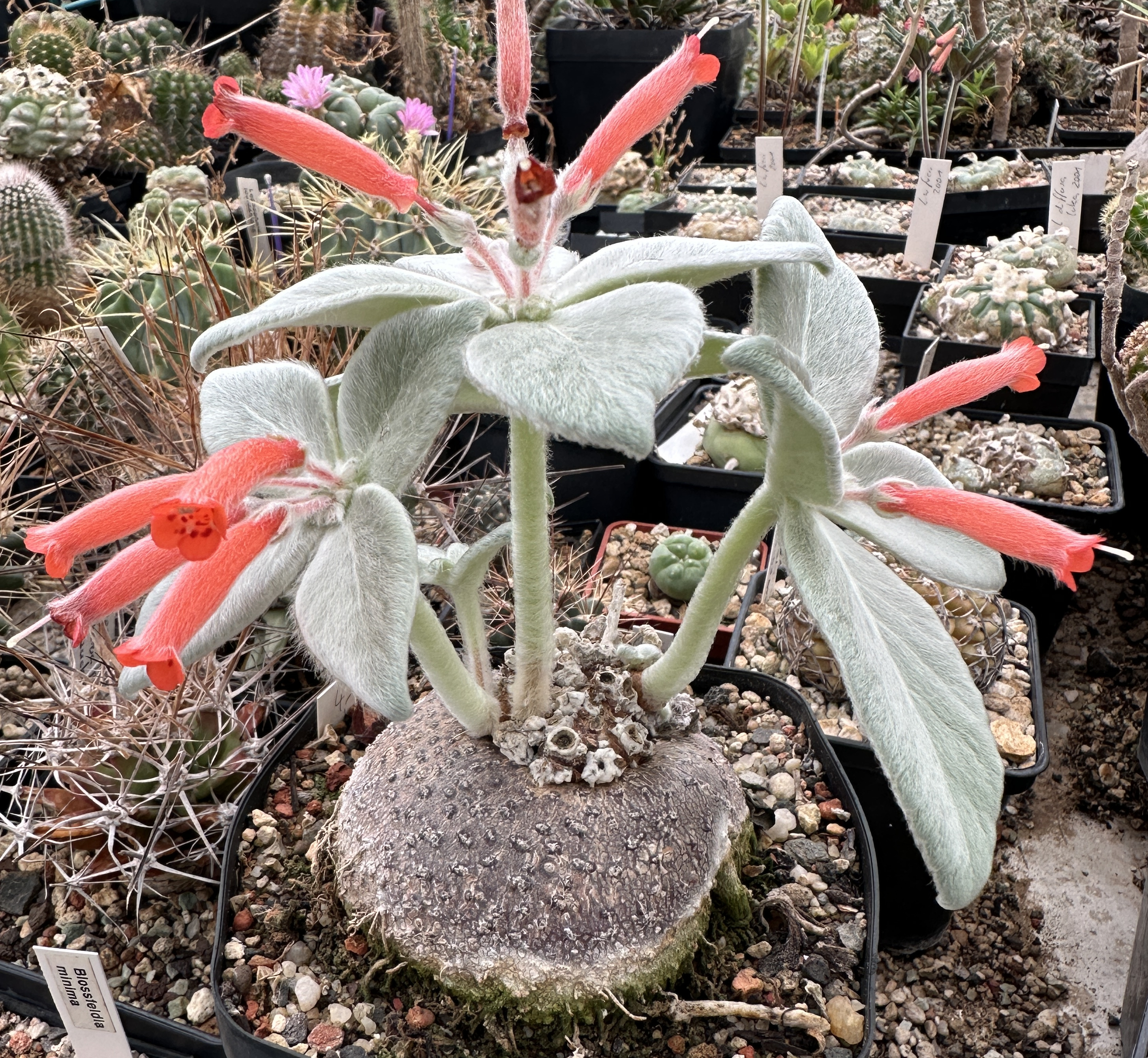
苦苣苔科：断崖女王

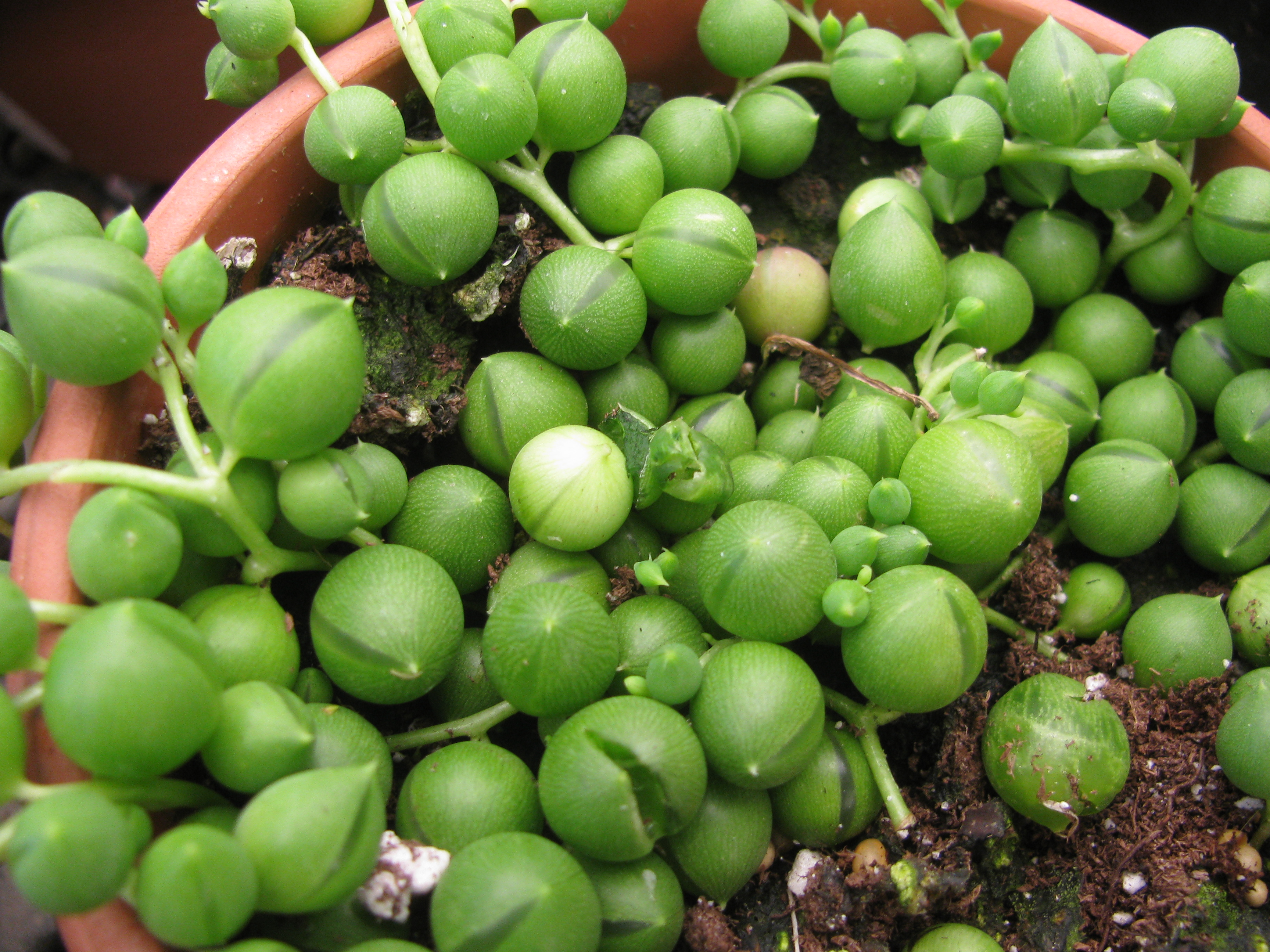
菊科：翡翠珠

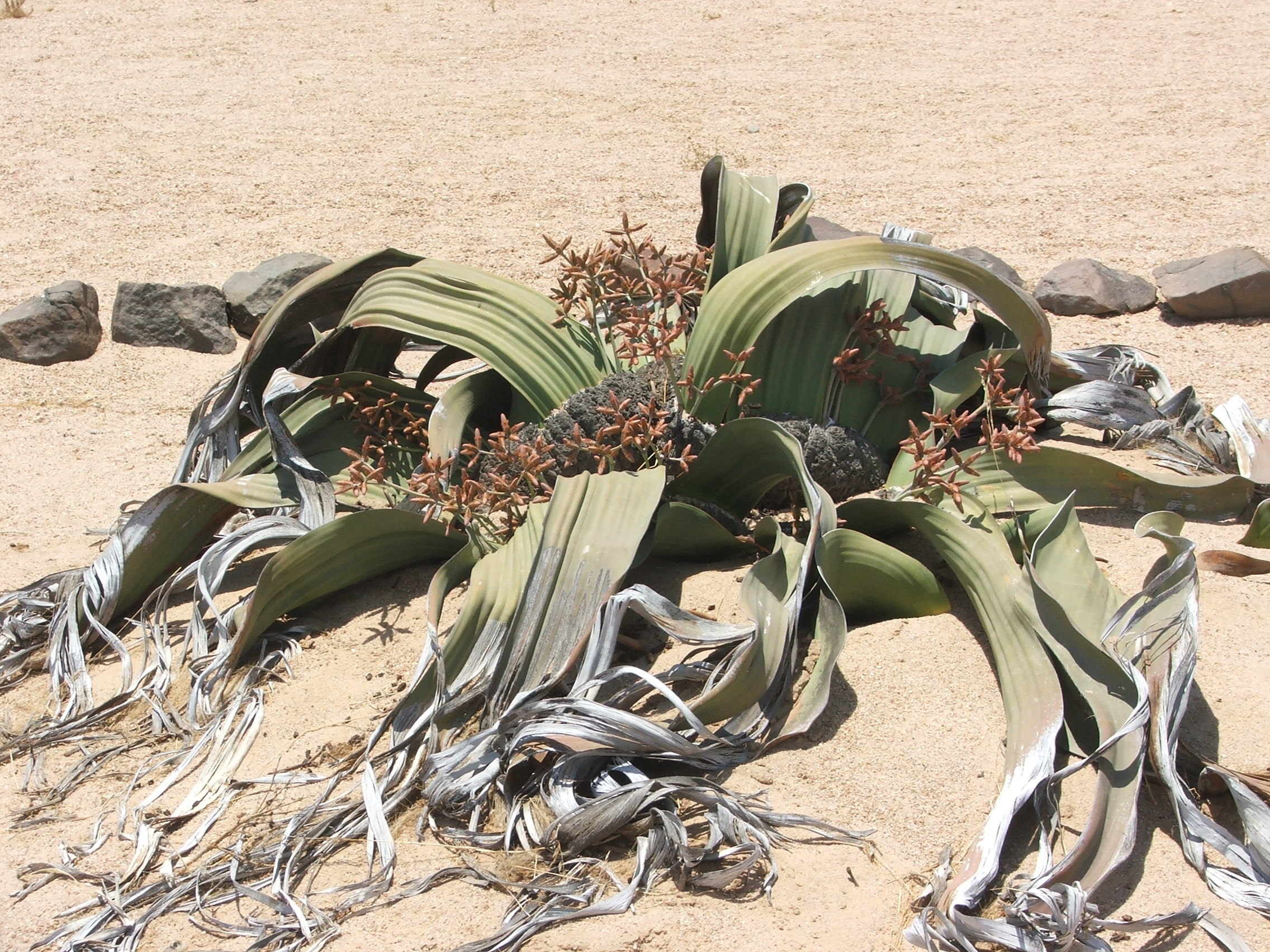
百岁兰科：百岁兰

以下列出包含广义多肉植物的主要科以及其下较有代表性的多肉植物属和种。除裸子植物外，分类及科的排列顺序依据被子植物APG IV分类法。请注意，此处列出的科属许多都同时包含多肉和非多肉物种，并非仅含多肉植物。
（对于是否列为多肉植物存在明显争议的类群，用*标注）

### 木兰类
胡椒目
- 胡椒科：草胡椒屬

### 单子叶植物
泽泻目
- 天南星科：美鐵芋屬、立葉蔓綠絨（英语：Philodendron martianum）等

薯蓣目
- 薯蓣科：薯蓣属

天门冬目
- 兰科*：石斛属（如苦瓜石斛（英语：Dendrobium cucumerinum））、美冠兰属（如硬叶美冠兰（英语：Eulophia petersii））、香荚兰属、石豆兰属（如Bulbophyllum shepherdii）、僧兰属（英语：Oeceoclades）（如蛇皮兰（英语：Oeceoclades spathulifera））等
- 阿福花科 ：蘆薈屬、绫锦芦荟属、十二卷屬、鲨鱼掌属、什锦芦荟属、须尾草属（又名鳞芹属）、松塔掌属（英语：Astroloba）、刺叶树属等
- 天门冬科（含风信子科、龙舌兰科）：龍舌蘭屬（含龙香玉属（英语：Manfreda））、絲蘭屬、哨兵花属（英语：Albuca）、虎眼万年青属、油点百合属等
- 石蒜科：灯台百合属（英语：Brunsvigia）、垂筒花属、香果石蒜属、蓝色孤挺花属、朱顶红属*

棕榈目
- 棕榈科*：玛雅椰属（英语：Gaussia）（如戈麦斯玛雅椰（英语：Gaussia gomez-pompae），俗称墨西哥酒瓶椰）等
- 鼓槌草科：蓬草树属（英语：Kingia australis）（单型属）等

鸭跖草目
- 鸭跖草科：锦竹草属（如重扇锦竹草（英语：Callisia navicularis））、竹叶菜属（英语：Aneilema）（如索马里竹叶菜Aneilema somaliense）等

禾本目
- 凤梨科：雀舌兰属、普亚凤梨属、铁兰属*、凤梨属*等
- 禾本科：玉指草属（英语：Dregeochloa）、老挝竹属（单型属）

### 真双子叶植物
毛茛目
- 罂粟科：肉烟堇属（英语：Sarcocapnos）（如厚叶肉烟堇Sarcocapnos crassifolia）、矮罂粟属等
- 防己科：千金藤属（如金线吊乌龟、地不容）、青牛胆属、安春藤属（英语：Chasmanthera）

虎耳草目
- 虎耳草科：虎耳草属（如垫状虎耳草）等
- 景天科（几乎全部）：伽蓝菜属（包含落地生根属）、八宝属、景天属、红景天属、石莲属、拟石莲花属、瓦松属等
- 小二仙草科：狐尾藻属（如Myriophyllum votschii）

葡萄目
- 葡萄科：葡萄瓮属、白粉藤属（如方茎白粉藤（英语：Cissus quandrangularis））等

葫芦目
- 秋海棠科：秋海棠属（开普敦秋海棠（英语：Begonia dregei）等）
- 葫芦科：碧雷鼓属（英语：Xerosicyos）、苦瓜属（如嘴状苦瓜）、笑布袋属（英语：Ibervillea）、胡瓜树属（英语：Dendrosicyos）、狒狒瓜属（英语：Kedrostis）、飘带蓬壶属（英语：Trochomeriopsis）、环蓬壶属（英语：Trochomeria）、南瓜属（如指叶南瓜（英语：Cucurbita digitata））等

豆目
- 远志科：远志属（如Polygala salasiana）、荆远志属（英语：Muraltia）等
- 豆科：刺桐属（如澳洲蝙蝠刺桐（英语：Erythrina vespertilio））、凤凰木属（如矮凤凰木（英语：Delonix pumila），又称普米拉凤凰木）、决明属（如沙漠苏木（英语：Senna meridionalis））、苦豆属（英语：Daviesia）、珊瑚雀枝属（英语：Corallospartium）、儿茶属（如黑猴刺树（英语：Senegalia burkei））等

蔷薇目
- 桑科：琉桑属、榕属（如红脉榕（英语：Ficus petiolaris））等。
- 荨麻科：冷水花属（如露镜（英语：Pilea serpyllacea）、小叶冷水花）

蒺藜目
- 蒺藜科：驼蹄瓣属、狒狒蓬属（英语：Augea (plant)）、沙锤草属（英语：Seetzenia）

金虎尾目
- 西番莲科：蒴莲属
- 大戟科：广义大戟屬（含翡翠塔属、红雀珊瑚属等）、麻风树属
- 叶下珠科: 叶下珠属（如奇异油柑）

酢浆草目
- 酢浆草科：酢浆草属（如棒叶酢浆草（瑞典语：Oxalis teneriensis））

十字花目
- 辣木科：辣木属（如象腿树（英语：Moringa drouhardii））
- 番木瓜科：异木瓜属（英语：Jacaratia）（如块根异木瓜（英语：Jacaratia corumbensis））、徒木瓜属（英语：Vasconcellea）等
- 藜木科：藜木属
- 环蕊木科：环蕊木属（英语：Gyrostemon）（如Gyrostemon racemiger（英语：Gyrostemon racemiger））
- 十字花科：海滨芥属（英语：Cakile）（如海滨荠（英语：Cakile maritima））、蝉翼荠属（单型属，又名大地翅膀）等

牻牛儿苗目
- 牻牛儿苗科：天竺葵属、龙骨葵树（英语：Sarcocaulon）、凤嘴葵属（英语：Monsonia）

锦葵目
- 锦葵科：猴面包树属[70]、酒瓶树属（英语：Brachychiton）、番木棉属（如龟纹木棉）、瓜栗属(如古巴瓜栗Pachira cubensis)、吉贝属、木棉属*、纺锤树属（英语：Cavanillesia）、梧桐属（如火桐）、卧葵属（英语：Nototriche）、苹婆属（如非洲丽苹婆（英语：Sterculia africana））、大梧属（英语：Hildegardia）等

桃金娘目
- 野牡丹科：酸脚杆属（如马达加斯加酸脚杆（英语：Medinilla sedifolia））

无患子目
- 白刺科：红茄蓬属（英语：Malacocarpus）、算珠蓬属（英语：Tetradiclis）、白刺属（如泡泡刺）
- 橄榄科：乳香属（娜娜乳香）、裂榄属（英语：Bursera）（如芬芳橄榄（英语：Bursera fagaroides））、没药树属、角榄属
- 漆树科：盖果漆属（英语：Operculicarya）（如列加氏漆树（英语：Operculicarya decaryi））、白榄漆（英语：Pachycormus discolor）
- 无患子科：红栾属（英语：Erythrophysa）
- 楝科：Entandrophragma caudatum（英语：Entandrophragma caudatum）等

石竹目
- 苋科：盐角草属、碱蓬属、澳海蓬属（英语：Tecticornia）、梭梭属等
- 番杏科（几乎全部）：生石花属、日中花属（如冰叶日中花、心叶日中花）、肉锥花属、番杏属、鹿角海棠属（英语：Astridia）、海马齿属等
- 粟米草科：漆姑粟草属（英语：Hypertelis）
- 水卷耳科：红娘花属等
- 龍樹科：除缨苋树属（英语：Calyptrotheca）有争议以外，其余皆为多肉植物
- 落葵科：落葵属、落葵薯属
- 土人参科：土人参属、毛栌兰属（英语：Amphipetalum）等
- 馬齒莧科：馬齒莧屬
- 回欢草科：回欢草属、马齿藤属（英语：Grahamia (plant)）等
- 仙人掌科（全部）：仙人掌属、量天尺属（如火龙果）、昙花属、仙人指属（如蟹爪兰）等

杜鹃花目
- 福桂树科：福桂树属

龙胆目
- 夹竹桃科（含萝藦科）：天寶花屬（如沙漠玫瑰）、棒槌樹屬、吊燈花屬（爱之蔓等）、犀角属、海葵角属（英语：Stapelianthus）、豹皮花屬、火地亞屬、水根藤属（英语：Fockea）（如火星人（英语：Fockea edulis））等
- 茜草科：蓬疝茜属（英语：Phylohydrax）、蚁巢木属等

茄目
- 茄科：假茄属（英语：Nolana）（如Nolana salsoloides）、枸杞属等
- 旋花科：番薯属等

唇形目
- 苦苣苔科：岩桐属（如断崖女王）、袋鼠花属等
- 唇形科：鞘蕊属（如卧地延命草Coleus prostratus、俗称“碰碰香”的哈迪耶鞘蕊花（英语：Plectranthus hadiensis））等
- 狸藻科*：捕虫堇属
- 胡麻科：钩刺麻属（如黄花胡麻Uncarina grandidieri）、佛肚麻属（英语：Pterodiscus）、刺麻木属等

菊目
- 菊科：原千里光屬部分成员（现翡翠珠属（英语：Curio (plant)）、仙人笔属（英语：Kleinia）等）、肉敦菊屬（英语：Crassothonna）、好望菊属（英语：Caputia）、千里光属）等

### 裸子植物
- 泽米铁科*：非洲蘇鐵屬、泽米铁属（如粉叶非洲铁（英语：Encephalartos horridus）、 鳞秕泽米）等
- 苏铁科*：苏铁属（如象足苏铁（英语：Cycas elephantipes）、凯恩斯苏铁（英语：Cycas cairnsiana））
- 百岁兰科：百岁兰属（仅百岁兰一种）